# Postnumre i Danmark
 Der er for få eller ingen kildehenvisninger i denne artikel, hvilket er et problem. Du kan hjælpe ved at angive troværdige kilder til de påstande, som fremføres i artiklen.

Denne artikel er en liste over postnumre i Danmark (1000-3799 og 4000-9990). Wikipedia har også en liste over grønlandske postnumre og færøske postnumre. Postnumre blev indført i Danmark i 1967. For en generel beskrivelse, se postnummer.

## Særpostnumre (< 1000)
- 0555 - Data Scanning A/S' læs-ind-service. Postnummeret oprettet 1. februar 2005[1].
- 0704 - Københavns Pakkecenter
- 0705 - Taulov Pakkecenter
- 0706 - Tidligere Vestjyllands Brev & Pakkecenter (Postnr midlertidigt undgået)
- 0707 - Kolding Pakkecenter
- 0708 - TAR (Tidligere Østjyllands Pakkecenter) nuv. Postnord Terminal Aarhus
- 0709 - THR nuv. Postnord Terminal Herning
- 0710 - TAB (Tidligere Nordjyllands Brev & Pakkecenter) nu Postnord Terminal Aalborg
- 0712 - TKJ Postnord Terminal Køge
- 0800 - Høje Taastrup: Girokort-systemet (nu Danske Bank)
- 0801 - Tidligere posthuset København 1. Postnummeret nedlagt[2].
- 0802 - Tidligere posthuset København 2. Postnummeret nedlagt[2].
- 0803 - Tidligere posthuset København 3. Postnummeret nedlagt[2].
- 0804 - Tidligere posthuset København 4. Postnummeret nedlagt[2].
- 0805 - Tidligere posthuset København 5. Postnummeret nedlagt[2].
- 0806 - H.c. Ørstedsvej Posthus (i postdistrikt 1879 Frederiksberg C)
- 0807 - Tidligere posthuset København 7. Postnummeret nedlagt[2].
- 0808 - Strandboulevarden Postbutik (i postdistrikt 2100 København Ø)
- 0809 - Nyboder Posthus (i postdistrikt 1302 København K)
- 0810 - Tidligere posthuset København 10. Postnummeret nedlagt[2].
- 0811 - Tidligere posthuset København 11. Postnummeret nedlagt[2].
- 0812 - Islands Brygge Posthus (i postdistrikt 2300 København S)
- 0813 - Tidligere posthuset København 13. Postnummeret nedlagt[2].
- 0814 - Tidligere posthuset København 14. Postnummeret nedlagt[2].
- 0815 - Vesterport Posthus (i postdistrikt 1620 København V)
- 0816 - Tidligere posthuset København 16. Postnummeret nedlagt[2].
- 0817 - Tidligere posthuset København 17. Postnummeret nedlagt[2].
- 0818 - Borups Alle Postbutik (i postdistrikt 2000 Frederiksberg)
- 0819 - Christianshavn Posthus (i postdistrikt 1415 København K)
- 0820 - Tidligere posthuset København 20. Postnummeret nedlagt[2].
- 0821 - Hovedbanegården Posthus (i postdistrikt 1570 København V)
- 0822 - Tidligere posthuset København 22. Postnummeret nedlagt[2].
- 0823 - Tidligere posthuset København 23. Postnummeret nedlagt[2].
- 0824 - Tidligere posthuset København 24. Postnummeret nedlagt[2].
- 0825 - Tidligere posthuset København 25. Postnummeret nedlagt[2].
- 0826 - Bispebjerg Afhentningssted (i postdistrikt 2400 København Nv)
- 0827 - Tingsted Posthus (i postdistrikt 2500 Valby)
- 0828 - Tidligere posthuset København 28. Postnummeret nedlagt[2].
- 0829 - Christiansmindevej Posthus (i postdistrikt 2100 København Ø)
- 0830 - Søerne Posthus (i postdistrikt 2200 København N)
- 0831 - Studsgaardsgade Posthus (i postdistrikt 2100 København Ø)
- 0832 - Tidligere posthuset København 32. Postnummeret nedlagt[2].
- 0833 - Tidligere posthuset København 33. Postnummeret nedlagt[2].
- 0834 - Tidligere posthuset København 34. Postnummeret nedlagt[2].
- 0835 - Grøndal Afhentningssted (i postdistrikt 2720 Vanløse)
- 0836 - Tidligere posthuset København 36. Postnummeret nedlagt[2].
- 0837 - Tidligere posthuset København 37. Postnummeret nedlagt[2].
- 0838 - Tidligere posthuset København 38. Postnummeret nedlagt[2].
- 0839 - Tidligere posthuset København 39. Postnummeret nedlagt[2].
- 0840 - Tidligere posthuset København 40. Postnummeret nedlagt[2].
- 0841 - Tidligere posthuset København 41. Postnummeret nedlagt[2].
- 0842 - Tidligere posthuset København 42. Postnummeret nedlagt[2].
- 0843 - Tidligere posthuset København 43. Postnummeret nedlagt[2].
- 0844 - Tidligere posthuset København 44. Postnummeret nedlagt[2].
- 0845 - Vangede Afhentningssted (i postdistrikt 2820 Gentofte)
- 0846 - Tidligere posthuset København 46. Postnummeret nedlagt[2].
- 0847 - Brøndbyøster Afhentningssted (i postdistrikt 2605 Brøndby)
- 0848 - Frugthaven Postbutikker (i postdistrikt 2500 Valby)
- 0849 - Tidligere posthuset København 49. Postnummeret nedlagt[2].
- 0850 - Tidligere posthuset København 50. Postnummeret nedlagt[2].
- 0851 - Tidligere posthuset København 51. Postnummeret nedlagt[2].
- 0852 - Friheden Posthus (i postdistrikt 2650 Hvidovre)
- 0877 - København C: Aller Press
- 0892 - Ufrankerede svarforsendelser: Sjælland USF P
- 0893 - Ufrankerede svarforsendelser: Sjælland USF B
- 0897 - eBrevsprækken[3]
- 0899 - Kommuneservice. Postnummeret oprettet 1. januar 2007[4]
- 0900 - København C: Københavns Postcenter + erhvervskunder
- 0910 - København C: Ufrankerede svarforsendelser
- 0917 - Københavns Pakkecenter (Returpakker)
- 0918 - Københavns Pakke BRC (Returpakker)
- 0919 - Returprint BRC (Specielt postnummer til returnering af printerpatroner og returvarer til udlandet f.eks amazon.de)
- 0960 - International Postcenter, Kastrup Lufthavn
- 0963 - International Postcenter, Indgående Toldforsendelser
- 0970 - Tidligere Københavns Toldpostkontor. Postnummeret nedlagt[2].
- 0980 - Tidligere Københavns Lufthavn Postkontor. Postnummeret nedlagt[2].
- 0999 - København C: DR-Byen. Postnummeret oprettet 1. august 2006[1].

## Sjælland (1000-4999)

### Byen København og Københavns omegn samt dele af Nordsjælland og Østsjælland (1000-2999)
- 1000 - København K (København postkontor)
- 1001-1074 - København K (postdistrikt Indre By)
- 1092 - København K: Danske Bank A/S
- 1093 - København K: Danmarks Nationalbank
- 1094 - København K: Tidligere Unibank. Postnummeret nedlagt 1. oktober 2004[1].
- 1095 - København K: Magasin du Nord
- 1097 - København K: Tidligere DFDS og Hafnia. Postnummeret nedlagt 1. oktober 2004[1].
- 1098 - København K: A.P. Møller
- 1100-1131 - København K
- 1140 - København K: Dagbladet Børsen
- 1145 - København K: Tidligere Gutenberghusbladene. Postnummeret nedlagt 7. april 2005[1].
- 1146 - København K: Tidligere American Express. Postnummeret nedlagt 7. april 2005[1].
- 1147 - København K: Berlingske Tidende
- 1148 - København K: Gutenberghus
- 1149 - København K: Tidligere Københavns Energi. Postnummeret nedlagt 7. september 2005[1].
- 1150-1221 - København K
- 1240 - København K: Christiansborg
- 1248 - København K: Tidligere Kgl. Brand. Postnummeret nedlagt 7. april 2005[1].
- 1249 - København K: Tidligere Unibank. Postnummeret nedlagt 7. april 2005[1].
- 1250-1270 - København K
- 1271 - København K: J. Lauritzen A/S
- 1300-1309 - København K
- 1310 - København K: Fredericiagade
- 1311 - København K: Fredericiagade (nedlagt, tidligere anvendt til Fredericiagade i Nyboder under Holmens admiral)
- 1312 - København K: Gammelvagt (tidl. Nyboders vagt)
- 1313-1329 - København K: Nyboder
- 1347 - København K: Tidligere Codan Bank. Postnummeret nedlagt 7. april 2005[1].
- 1349 - København K: Tidligere DSB. Postnummeret nedlagt 1. april 2014.
- 1350-1389 - København K
- 1390 - København K: Tidligere BG Bank. Postnummeret nedlagt 18. oktober 2007[5]
- 1391-1398 - København K
- 1399 - København K: Tidligere Københavns Kommunehospital. Postnummeret nedlagt 6. december 2005[1].
- 1400-1441 - København K
- 1448 - København K: Udenrigsministeriet
- 1450-1473 - København K
- 1500 - København V (Vesterbro postkontor)
- 1501-1510 - København V (postdistrikt Vesterbro)
- 1527 - København Erhvervsposthus
- 1529 - Platan Posthus (i postdistrikt 1800 Frederiksberg C)
- 1532-1533 - København V: Internationalt Postcenter
- 1541 - Vesterbrogade Postbutik (i postdistrikt 1620 København V)
- 1550-1564 - København V
- 1566 - København V: Post Danmark A/S
- 1567-1577 - København V
- 1583 - København V: Tidligere Nye Danske Lloyd. Postnummeret nedlagt 7. april 2005[1].
- 1590 - København V: Tidligere Realkredit Danmark. Postnummeret nedlagt 6. august 2007[5]
- 1592-1594 - København V: Københavns Rådhus
- 1595 - København V: Tidligere A-pressen. Postnummeret nedlagt 18. november 2005[1].
- 1596-1599 - København V: Københavns Rådhus
- 1600-1624 - København V
- 1630 - København V: Tivoli
- 1631-1635 - København V
- 1639 - København V: Tidligere Københavns Skatteforvaltning. Postnummeret nedlagt 6. august 2007[5]
- 1640 - København V: Tidligere Københavns Folkeregister. Postnummeret nedlagt 1. april 2014.
- 1648 - København V: Tidligere Kosangas. Postnummeret nedlagt 7. april 2005[1].
- 1650-1782 - København V
- 1681 - Matthæusgade Afhentningssted (i postdistrikt 1666 København V)
- 1748 - Tidligere København V. Postnummeret nedlagt 1. januar 2011[6].
- 1778 - Tidligere København V. Postnummeret nedlagt 1. januar 2011[6].
- 1780 - København V: Falck Redningskorps, Polititorvet
- 1783 - København V: Tidligere Automagneto. Postnummeret nedlagt 18. november 2005[1].
- 1784 - København V: Tidligere Forlagsgruppen. Postnummeret nedlagt 1. november 2010[6].
- 1785 - København V: Politiken og Ekstrabladet
- 1786 - København V: Unibank
- 1787 - København V: Dansk Industri
- 1788 - København V: Tidligere Star Tour. Postnummeret nedlagt 1. oktober 2007[5]
- 1789 - København V: Tidligere Star Tour. Postnummeret nedlagt 1. juni 2011[7]
- 1790 - København V
- 1795 - København V: Tidligere Bogklubforlag. Postnummeret nedlagt 1. november 2010[6].
- 1799 - København V: Carlsberg
- 1800-1998 - Frederiksberg C
- 1999 - Frederiksberg C: Tidligere Danmarks Radio. Postnummeret nedlagt oktober 2009[8]
- 2000 - Frederiksberg
- 2001 - Domus Vista Postbutik (i postdistrikt 2000 Frederiksberg)
- 2002 - Frederiksberg Posthus (i postdistrikt 2000 Frederiksberg)
- 2003 - Falkoner Posthus (i postdistrikt 2000 Frederiksberg)
- 2006 - Flintholm Afhentningssted (i postdistrikt 2000 Frederiksberg)
- 2100 - København Ø (postdistrikt Østerbro)
- 2103 - Østerfælled Postbutik (i postdistrikt 2100 København Ø)
- 2150 - Nordhavn (oprettet 1. juni 2013[9]
- 2200 - København N (postdistrikt Nørrebro)
- 2201 - Hamletsgade Postbutikker med Western Union (i postdistrikt 2200 København N)
- 2300 - København S (postdistrikt Sønderbro. Islands Brygge, Amagerbro, Sundbyerne , Ørestad)
- 2301 - Bella Center Postbutik (i postdistrikt 2300 København S)
- 2305 - Amager Postbutik (i postdistrikt 2300 København S)
- 2306 - Vermlandsgade Postbutik (i postdistrikt 2300 København S)
- 2307 - Sundby Amager Postbutik (i postdistrikt 2300 København S)
- 2310 - Sønderbro Posthus (i postdistrikt 2300 København S)
- 2400 - København NV (postdistrikt Nordvest)
- 2402 - Tomsgårdsvej Afhentningssted (i postdistrikt 2400 København Nv)
- 2412 - Julemanden (se Postnumre i Grønland)
- 2450 - København SV (postdistrikt København SV)
- 2500 - Valby
- 2503 - Søndre Fasanvej Postbutik (i postdistrikt 2500 Valby)
- 2600 - Glostrup
- 2601 - Hvissinge Afhentningssted (i postdistrikt 2600 Glostrup)
- 2604 - Vallensbæk Postbutik (i postdistrikt 2665 Vallensbæk Strand)
- 2605 - Brøndby
- 2610 - Rødovre
- 2612 - Islev Postbutik (i postdistrikt 2610 Rødovre)
- 2613 - Rødovre Posthus (i postdistrikt 2610 Rødovre)
- 2614 - Glostrup Posthus (i postdistrikt 2600 Glostrup)
- 2615 - Stationscenter Afhentningssted (i postdistrikt 2610 Rødovre)
- 2620 - Albertslund
- 2622 - Albertslund Posthus (i postdistrikt 2620 Albertslund)
- 2625 - Vallensbæk
- 2629 - Ishøj Posthus (i postdistrikt 2635 Ishøj)
- 2630 - Taastrup
- 2631 - Blåkilde Postbutik (i postdistrikt 2630 Taastrup)
- 2632 - City 2 Afhentningssted (i postdistrikt 2630 Taastrup)
- 2633 - Returpost, Taastrup[4]
- 2634 - Sengeløse Postbutik (i postdistrikt 2630 Taastrup)
- 2635 - Ishøj
- 2639 - Taastrup Posthus (i postdistrikt 2630 Taastrup)
- 2640 - Hedehusene
- 2641 - Hedehusene Postbutik
- 2643 - Hedehusene Posthus (i postdistrikt 2640 Hedehusene)
- 2650 - Hvidovre
- 2651 - Avedøre Postbutik (i postdistrikt 2650 Hvidovre)
- 2652 - Hvidovre Posthus (i postdistrikt 2650 Hvidovre)
- 2653 - Butikstorvet Postbutik (i postdistrikt 2650 Hvidovre)
- 2654 - Pakkeboksen på Hvidovrevej 272 i Hvidovre 55°38′38.66″N 12°28′41.07″Ø / 55.6440722°N 12.4780750°Ø
- 2660 - Brøndby
- 2661 - Brøndby Strand Postbutik (i postdistrikt 2660 Brøndby Strand)
- 2665 - Vallensbæk Strand
- 2670 - Greve
- 2671 - Greve Landsby Afhentningssted (i postdistrikt 2670 Greve)
- 2672 - Posthus (i postdistrikt 2670 Greve)
- 2675 - Greve Center Posthus (i postdistrikt 2670 Greve)
- 2680 - Solrød Strand
- 2681 - Solrød Postbutik
- 2690 - Karlslunde
- 2700 - Brønshøj
- 2701 - Brønshøj Postbutik
- 2702 - Husum Postbutik (i postdistrikt 2700 Brønshøj)
- 2703 - Tingbjerg Postbutik (i postdistrikt 2700 Brønshøj)
- 2720 - Vanløse
- 2722 - Jernbane Allé Postbutik
- 2730 - Herlev
- 2734 - Persillehaven Afhentningssted (i postdistrikt 2730 Herlev)
- 2735 - Mørkhøj Postbutik (i postdistrikt 2860 Søborg)
- 2738 - Herlev Postbutik
- 2740 - Skovlunde
- 2750 - Ballerup
- 2752 - Ganløse Postbutik (i postdistrikt 3660 Stenløse)
- 2753 - Grantoften Postbutik (i postdistrikt 2750 Ballerup)
- 2757 - Smørum Posthus (i postdistrikt 2765 Smørum)
- 2760 - Måløv
- 2761 - Måløv Postbutik (i postdistrikt 2760 Måløv)
- 2765 - Smørum
- 2770 - Kastrup
- 2771 - Vestamager Postbutik (i postdistrikt 2770 Kastrup)
- 2772 - Tårnby Postbutik (i postdistrikt 2770 Kastrup)
- 2774 - Pakkedistribution København (i postdistrikt 2770 Kastrup)
- 2775 - Kastrup Posthus (i postdistrikt 2770 Kastrup)
- 2776 - Pakkeboks i Skottegårdens butikscenter (i postdistrikt 2770 Kastrup)
- 2790 - Dragør Posthus (i postdistrikt 2791 Dragør)
- 2791 - Dragør
- 2792 - Tidligere Store Magleby (eller måske bare postkontoret samme sted). Postnummeret nedlagt[2].
- 2800 - Kongens Lyngby
- 2802 - Brede Postbutik (i postdistrikt 2800 Kongens Lyngby)
- 2806 - Sorgenfrigårdsvej Afhentningssted (i postdistrikt 2800 Kongens Lyngby)
- 2807 - Tidligere postbutikken på DTU. Postnummeret nedlagt i sidste halvdel af 1990'erne.
- 2820 - Gentofte
- 2821 - Gentofte Postbutik (i postdistrikt 2820 Gentofte)
- 2830 - Virum
- 2831 - Sorgenfri Afhentningssted (i postdistrikt 2830 Virum)
- 2840 - Holte
- 2841 - Holte Postbutik (i postdistrikt 2840 Holte).
- 2850 - Nærum
- 2860 - Søborg
- 2862 - Høje Gladsaxe Afhentningssted (i postdistrikt 2860 Søborg)
- 2870 - Dyssegård
- 2880 - Bagsværd
- 2881 - Værebro Afhentningssted (i postdistrikt 2880 Bagsværd)
- 2882 - Bagsværd Postbutik (i postdistrikt 2880 Bagsværd)
- 2890 - Hareskov Afhentningssted (i postdistrikt 3500 Værløse) (Tidligere Hareskov [10]).
- 2900 - Hellerup
- 2920 - Charlottenlund
- 2923 - Charlottenlund Posthus (i postdistrikt 2920 Charlottenlund)
- 2930 - Klampenborg
- 2941 - Tidligere Springforbi (eller måske bare postkontoret samme sted). Postnummeret nedlagt[2].
- 2942 - Skodsborg
- 2950 - Vedbæk
- 2951 - Trørød Postbutik (i postdistrikt 2950 Vedbæk)
- 2960 - Rungsted
- 2970 - Hørsholm
- 2973 - Hørsholm Postbutik (i postdistrikt 2970 Hørsholm)
- 2980 - Kokkedal
- 2990 - Nivå
- 2991 - Nivå Postbutik (i postdistrikt 2990 Nivå)

### Nordsjælland (3000-3699)
- 3000 - Helsingør
- 3002 - Prøvestenen Posthus (i postdistrikt 3000 Helsingør)
- 3003 - Stjernegade Postbutik (i postdistrikt 3000 Helsingør)
- 3007 - Prøvestenen Postbutik
- 3050 - Humlebæk
- 3051 - Humlebæk Posthus (i postdistrikt 3050 Humlebæk)
- 3060 - Espergærde
- 3061 - Espergærde Posthus (i postdistrikt 3060 Espergærde)
- 3070 - Snekkersten
- 3080 - Tikøb
- 3100 - Hornbæk. Tidligere Humlebæk (eller måske bare postkontoret samme sted)[2].
- 3101 - Hornbæk Postbutik (i postdistrikt 3100 Hornbæk)
- 3110 - Tidligere Firhøj (eller måske bare postkontoret samme sted). Postnummeret nedlagt[2].
- 3120 - Dronningmølle
- 3130 - Tidligere Saunte (eller måske bare postkontoret samme sted). Postnummeret nedlagt[2].
- 3140 - Ålsgårde
- 3150 - Hellebæk
- 3200 - Helsinge
- 3201 - Helsinge Postbutikker (i postdistrikt 3200 Helsinge)
- 3210 - Vejby
- 3211 - Vejby Afhentningssted (i postdistrikt 3210 Vejby)
- 3220 - Tisvildeleje
- 3230 - Græsted
- 3232 - Græsted Postbutik (i postdistrikt 3230 Græsted)
- 3240 - Tidligere Esrum (eller måske bare postkontoret samme sted). Postnummeret nedlagt[2].
- 3250 - Gilleleje
- 3251 - Gilleleje Postbutikker (i postdistrikt 3250 Gilleleje)
- 3300 - Frederiksværk
- 3301 - Frederiksværk Postbutikker (i postdistrikt 3300 Frederiksværk)
- 3310 - Ølsted
- 3320 - Skævinge
- 3330 - Gørløse
- 3340 - Tidligere Brødeskov (eller måske bare postkontoret samme sted). Postnummeret nedlagt[2].
- 3350 - Tidligere Harløse (eller måske bare postkontoret samme sted). Postnummeret nedlagt[2].
- 3360 - Liseleje
- 3370 - Melby
- 3380 - Tidligere Dyssekilde (eller måske bare postkontoret samme sted). Postnummeret nedlagt[2].
- 3390 - Hundested
- 3391 - Hundested Postbutikker (i postdistrikt 3390 Hundested)
- 3400 - Hillerød
- 3403 - Fredskovhellet Postbutik (i postdistrikt 3400 Hillerød)
- 3450 - Allerød
- 3451 - Allerød Posthus (i postdistrikt 3450 Allerød)
- 3460 - Birkerød
- 3471 - Tidligere Høvelte (eller måske bare postkontoret samme sted). Postnummeret nedlagt[2].
- 3472 - Tidligere Sandholmlejren. Postnummeret nedlagt[2].
- 3480 - Fredensborg
- 3481 - Fredensborg Postbutik (i postdistrikt 3480 Fredensborg)
- 3490 - Kvistgård
- 3500 - Værløse
- 3501 - Værløse Postbutik (i postdistrikt 3500 Værløse)
- 3510 - Tidligere Flyvestation Værløse. Postnummeret nedlagt[2].
- 3520 - Farum
- 3521 - Farum Postbutik (i postdistrikt 3520 Farum)
- 3530 - Tidligere Farum Kaserne. Postnummeret nedlagt[2].
- 3540 - Lynge
- 3550 - Slangerup
- 3551 - Uvelse Afhentningssted (i postdistrikt 3550 Slangerup)
- 3552 - Slangerup Posthus (i postdistrikt 3550 Slangerup)
- 3553 - Slangerup Postbutik
- 3600 - Frederikssund
- 3630 - Jægerspris
- 3631 - Jægerspris Postbutik (i postdistrikt 3630 Jægerspris)
- 3640 - Tidligere Krogstrup (eller måske bare postkontoret samme sted). Postnummeret nedlagt[2].
- 3650 - Ølstykke Stationsby
- 3660 - Stenløse
- 3661 - Stenløse Postbutik (i postdistrikt 3660 Stenløse)
- 3670 - Veksø Sjælland

### Bornholm (3700-3799)
- 3700 - Rønne
- 3711 - Tidligere Kølleregård (eller måske bare postkontoret samme sted). Postnummeret nedlagt[2].
- 3712 - Tidligere Lobbæk (eller måske bare postkontoret samme sted). Postnummeret nedlagt[2].
- 3713 - Pedersker Postbutik (i postdistrikt 3720 Aakirkeby)
- 3714 - Tidligere Bodilsker (eller måske bare postkontoret samme sted). Postnummeret nedlagt[2].
- 3720 - Aakirkeby
- 3721 - Aakirkeby Postbutik (i postdistrikt 3720 Aakirkeby)
- 3730 - Nexø
- 3731 - Snogebæk Postbutik (i postdistrikt 3730 Nexø)
- 3732 - Nexø Postbutik (i postdistrikt 3730 Nexø)
- 3740 - Svaneke
- 3750 - Tidligere Gudhjem (eller måske bare postkontoret samme sted). Postnummeret nedlagt[2].
- 3751 - Østermarie
- 3752 - Østerlars Postbutik (i postdistrikt 3760 Gudhjem)
- 3760 - Gudhjem
- 3761 - Christiansø Posthus uden BILLETnet (i postdistrikt 3760 Gudhjem)
- 3770 - Allinge
- 3771 - Allinge Postbutik (i postdistrikt 3770 Allinge)
- 3781 - Nyker Postbutik (i postdistrikt 3700 Rønne)
- 3782 - Klemensker
- 3783 - Tidligere Rø (Bornholm) (eller måske bare postkontoret samme sted). Postnummeret nedlagt[2].
- 3784 - Tejn Postbutik (i postdistrikt 3770 Allinge)
- 3785 - Tidligere Sandvig (eller måske bare postkontoret samme sted). Postnummeret nedlagt[2].
- 3790 - Hasle

### Tidligere postnumre i Færøerne (3800-3899)
- 3800 - Nedlagt, tidligere Tórshavn
- 3811 - Nedlagt, tidligere Posthuse på Sandoy pr. Tórshavn
- 3812 - Nedlagt, tidligere Posthuse på Vágar pr. Tórshavn
- 3813 - Nedlagt, tidligere Fuglafjørdur pr. Tórshavn
- 3815 - Nedlagt, tidligere Leirvík
- 3820 - Nedlagt, tidligere Skopun
- 3821 - Nedlagt, tidligere Sandur
- 3822 - Nedlagt, tidligere Skálavík
- 3823 - Nedlagt, tidligere Dalur
- 3826 - Nedlagt, tidligere Skúvoy
- 3827 - Nedlagt, tidligere Nólsoy
- 3828 - Nedlagt, tidligere Hestur
- 3829 - Nedlagt, tidligere Koltur
- 3830 - Nedlagt, tidligere Ljósá
- 3831 - Nedlagt, tidligere Elduvik
- 3832 - Nedlagt, tidligere Funningur
- 3833 - Nedlagt, tidligere Gjógv
- 3834 - Nedlagt, tidligere Eiði
- 3835 - Nedlagt, tidligere Hvalvik
- 3836 - Nedlagt, tidligere Hósvík
- 3837 - Nedlagt, tidligere Haldarsvik
- 3840 - Nedlagt, tidligere Fuglafjørdur
- 3842 - Nedlagt, tidligere Leirvik
- 3843 - Nedlagt, tidligere Gøta
- 3845 - Nedlagt, tidligere Skálafjørður
- 3846 - Nedlagt, tidligere Kolbanargjógv
- 3847 - Nedlagt, tidligere Morskranes
- 3850 - Nedlagt, tidligere Saltangará
- 3854 - Nedlagt, tidligere Rituvík
- 3855 - Nedlagt, tidligere Nes, Eysturoy
- 3856 - Nedlagt, tidligere Søldarfjørður
- 3857 - Nedlagt, tidligere Gøtueiði
- 3859 - Nedlagt, tidligere Hellur
- 3860 - Nedlagt, tidligere Vestmanna
- 3862 - Nedlagt, tidligere Kollafjørður
- 3863 - Nedlagt, tidligere Leynar
- 3864 - Nedlagt, tidligere Kvívík
- 3865 - Nedlagt, tidligere Sandavágur
- 3866 - Nedlagt, tidligere Miðvágur
- 3867 - Nedlagt, tidligere Bøur
- 3868 - Nedlagt, tidligere Vatnsoyrar
- 3869 - Nedlagt, tidligere Mykines
- 3870 - Nedlagt, tidligere Klaksvík
- 3874 - Nedlagt, tidligere Ánir
- 3875 - Nedlagt, tidligere Viðareiði
- 3876 - Nedlagt, tidligere Svínoy
- 3877 - Nedlagt, tidligere Hattarvík
- 3878 - Nedlagt, tidligere Haraldssund
- 3879 - Nedlagt, tidligere Húsar
- 3880 - Nedlagt, tidligere Tvøroyri
- 3885 - Nedlagt, tidligere Hvalba
- 3886 - Nedlagt, tidligere Sandvík
- 3887 - Nedlagt, tidligere Fámjin
- 3890 - Nedlagt, tidligere Vágur
- 3895 - Nedlagt, tidligere Porkeri
- 3896 - Nedlagt, tidligere Hov
- 3897 - Nedlagt, tidligere Sumba

### Postnumre i Grønland (3900-3999)
- 2412 - Julemanden
- 3900 - Nuuk (Godthåb)
- 3905 - Nuussuaq (Bydel i Nuuk)
- 3910 - Kangerlussuaq (Søndre Strømfjord)
- 3911 - Sisimiut (Holsteinsborg)
- 3912 - Maniitsoq (Sukkertoppen)
- 3913 - Tasiilaq (Angmagsalik)
- 3915 - Kulusuk
- 3919 - Alluitsup Paa
- 3920 - Qaqortoq (Julianehåb)
- 3921 - Narsaq
- 3922 - Nanortalik
- 3923 - Narsarsuaq
- 3924 - Ikerasassuaq (Prins Christian Sund)
- 3930 - Kangilinnguit (Grønnedal)
- 3932 - Arsuk
- 3940 - Paamiut (Frederikshåb)
- 3950 - Aasiaat (Egedesminde)
- 3951 - Qasigiannguit (Christianshåb)
- 3952 - Ilulissat (Jakobshavn)
- 3953 - Qeqertarsuaq (Godhavn)
- 3955 - Kangaatsiaq
- 3961 - Uummannaq
- 3962 - Upernavik
- 3964 - Qaarsut
- 3970 - Pituffik/Dundas (Thule Air Base)
- 3971 - Qaanaaq (Thule)
- 3972 - Station Nord
- 3980 - Ittoqqortoormiit (Scoresbysund)
- 3982 - Mestersvig
- 3984 - Danmarkshavn
- 3985 - Constable Pynt
- 3992 - Slædepatruljen SIRIUS

### Vestsjælland, Midtsjælland, Østsjælland, Sydsjælland og Lolland-Falster (4000-4999)
- 4000 - Roskilde
- 4001 - Tidligere posthuset Roskilde 1. Postnummeret nedlagt[2].
- 4012 - Hyrdehøj Postbutikker (i postdistrikt 4000 Roskilde)
- 4014 - Roskilde Øst Posthus (i postdistrikt 4000 Roskilde)
- 4015 - Svogerslev Postbutik (i postdistrikt 4000 Roskilde)
- 4023 - Osted Postbutik (i postdistrikt 4320 Lejre)
- 4024 - Tune Postbutik (i postdistrikt 4030 Tune)
- 4025 - Vindinge Postbutik (i postdistrikt 4000 Roskilde)
- 4030 - Tune
- 4040 - Jyllinge
- 4041 - Jyllinge Postbutik (i postdistrikt 4040 Jyllinge)
- 4050 - Skibby
- 4051 - Ejby Postbutik (i postdistrikt 4070 Kirke Hyllinge)
- 4052 - Skibby Postbutik (i postdistrikt 4050 Skibby)
- 4060 - Kirke Såby
- 4070 - Kirke Hyllinge
- 4100 - Ringsted
- 4102 - Benløse Postbutik (i postdistrikt 4100 Ringsted)
- 4105 - Tidligere Ringsted Midtsjællands Postcenter. Postnummeret nedlagt 1. januar 2011[6].
- 4116 - Ørslev Afhentningssted (i postdistrikt 4100 Ringsted)
- 4130 - Viby Sjælland
- 4131 - Viby Sjælland Postbutik (i postdistrikt 4130 Viby Sjælland)
- 4140 - Borup
- 4141 - Borup Postbutikker med Western Union (i postdistrikt 4140 Borup). Tidligere Vemmelev (eller måske bare postkontoret samme sted)[2].
- 4150 - Tidligere Kværkeby (eller måske bare postkontoret samme sted). Postnummeret nedlagt[2].
- 4160 - Herlufmagle
- 4171 - Glumsø
- 4172 - Tidligere Sneslev (eller måske bare postkontoret samme sted). Postnummeret nedlagt[2].
- 4173 - Fjenneslev
- 4174 - Jystrup Midtsj
- 4180 - Sorø
- 4181 - Sorø Posthus (i postdistrikt 4180 Sorø)
- 4183 - Pedersborg (Postnummeret nedlagt i forbindelse med kommunesammenlægningen i 1972)
- 4190 - Munke Bjergby
- 4200 - Slagelse
- 4201 - Slagelse Posthus (i postdistrikt 4200 Slagelse)
- 4202 - Slagelse Syd Postbutikker (i postdistrikt 4200 Slagelse)
- 4215 - Kirke Stillinge Postbutik (i postdistrikt 4200 Slagelse)
- 4216 - Sørbymagle Postbutik (i postdistrikt 4200 Slagelse)
- 4220 - Korsør
- 4221 - Korsør Posthus (i postdistrikt 4220 Korsør)
- 4222 - Korsør Postbutik
- 4230 - Skælskør
- 4231 - Skælskør Postbutikker (i postdistrikt 4230 Skælskør)
- 4241 - Vemmelev
- 4242 - Boeslunde
- 4243 - Rude
- 4244 - Agersø. Postnummeret har været nedlagt[2]. Genindført pr. 1. maj 2017.[11]
- 4245 - Omø. Postnummeret har været nedlagt[2]. Genindført pr. 1. maj 2017.[11]
- 4250 - Fuglebjerg
- 4251 - Fuglebjerg Postbutikker (i postdistrikt 4250 Fuglebjerg)
- 4261 - Dalmose
- 4262 - Sandved
- 4263 - Hyllinge Afhentningssted (i postdistrikt 4700 Næstved)
- 4270 - Høng
- 4271 - Høng Postbutik (i postdistrikt 4270 Høng)
- 4281 - Gørlev
- 4282 - Tidligere Løve (eller måske bare postkontoret samme sted). Postnummeret nedlagt[2].
- 4283 - Tidligere Havrebjerg (eller måske bare postkontoret samme sted). Postnummeret nedlagt[2].
- 4285 - Reersø Postbutik (i postdistrikt 4281 Gørlev)
- 4291 - Ruds Vedby
- 4292 - Tidligere Skellebjerg (eller måske bare postkontoret samme sted). Postnummeret nedlagt[2].
- 4293 - Dianalund
- 4294 - Tidligere Vedde (eller måske bare postkontoret samme sted). Postnummeret nedlagt[2].
- 4295 - Stenlille
- 4296 - Nyrup
- 4297 - Dianalund Posthus (i postdistrikt 4293 Dianalund)
- 4298 - Stenlille Postbutik (i postdistrikt 4295 Stenlille)
- 4300 - Holbæk
- 4301 - Holbæk Øst Postbutik (i postdistrikt 4300 Holbæk)
- 4305 - Orø. (Før 1. maj 2017 Orø Postbutik (i postdistrikt 4300 Holbæk) [12])
- 4306 - Tuse Postbutik (i postdistrikt 4300 Holbæk)
- 4307 - Udby Postbutik (i postdistrikt 4300 Holbæk)
- 4320 - Lejre
- 4330 - Hvalsø
- 4331 - Hvalsø Postbutikker (i postdistrikt 4330 Hvalsø)
- 4340 - Tølløse
- 4341 - Undløse Postbutik (i postdistrikt 4340 Tølløse)
- 4342 - Tølløse Postbutik (i postdistrikt 4340 Tølløse)
- 4350 - Ugerløse
- 4360 - Kirke Eskilstrup
- 4370 - Store Merløse
- 4380 - Tidligere Nyrup (eller måske bare postkontoret samme sted). Postnummeret nedlagt[2].
- 4390 - Vipperød
- 4400 - Kalundborg
- 4401 - Kalundborg Syd Postbutik (i postdistrikt 4400 Kalundborg)
- 4402 - Raklev Postbutik (i postdistrikt 4400 Kalundborg)
- 4403 - Kalundborg Postbutikker (i postdistrikt 4400 Kalundborg)
- 4405 - Rørby Postbutik (i postdistrikt 4400 Kalundborg)
- 4407 - Ulstrup Sjælland Postbutik (i postdistrikt 4400 Kalundborg)
- 4420 - Regstrup
- 4430 - Tidligere Knabstrup (eller måske bare postkontoret samme sted). Postnummeret nedlagt[2].
- 4440 - Mørkøv
- 4450 - Jyderup
- 4451 - Jyderup Postbutikker (i postdistrikt 4450 Jyderup)
- 4460 - Snertinge
- 4470 - Svebølle
- 4480 - Store Fuglede
- 4490 - Jerslev Sjælland
- 4500 - Nykøbing Sj
- 4501 - Nykøbing Sjælland Postbutikker (i postdistrikt 4500 Nykøbing Sj)
- 4520 - Svinninge
- 4521 - Svinninge Posthus (i postdistrikt 4520 Svinninge)
- 4531 - Tidligere Mårsø (eller måske bare postkontoret samme sted). Postnummeret nedlagt[2].
- 4532 - Gislinge
- 4533 - Tidligere Sandby (eller måske bare postkontoret samme sted). Postnummeret nedlagt[2].
- 4534 - Hørve
- 4535 - Tidligere Vallekilde (eller måske bare postkontoret samme sted). Postnummeret nedlagt[2].
- 4540 - Fårevejle
- 4550 - Asnæs
- 4551 - Asnæs Postbutikker (i postdistrikt 4550 Asnæs)
- 4560 - Vig
- 4571 - Grevinge
- 4572 - Nørre Asmindrup
- 4573 - Højby
- 4581 - Rørvig
- 4582 - Tidligere Lumsås (eller måske bare postkontoret samme sted). Postnummeret nedlagt[2].
- 4583 - Sjællands Odde
- 4591 - Føllenslev
- 4592 - Sejerø
- 4593 - Eskebjerg
- 4600 - Køge
- 4607 - Ølby Lyng Posthus (i postdistrikt 4600 Køge)
- 4621 - Gadstrup
- 4622 - Havdrup
- 4623 - Lille Skensved
- 4624 - Afhentningssted (i postdistrikt Lille Skensved)
- 4625 - Havdrup Postbutik (i postdistrikt 4622 Havdrup)
- 4631 - Tidligere Lellinge (eller måske bare postkontoret samme sted). Postnummeret nedlagt[2].
- 4632 - Bjæverskov
- 4633 - Bjæverskov Postbutik (i postdistrikt 4632 Bjæverskov). Tidligere Østervang (eller måske bare postkontoret samme sted).[2].
- 4634 - Tidligere Ørslev (eller måske bare postkontoret samme sted). Postnummeret nedlagt[2].
- 4640 - Faxe
- 4641 - Faxe Postbutik (i postdistrikt 4640 Faxe)
- 4651 - Tidligere Vallø (eller måske bare postkontoret samme sted). Postnummeret nedlagt[2].
- 4652 - Hårlev
- 4653 - Karise
- 4654 - Faxe Ladeplads
- 4660 - Store Heddinge
- 4661 - Store Heddinge Postbutik (i postdistrikt 4660 Store Heddinge)
- 4671 - Strøby
- 4672 - Klippinge
- 4673 - Rødvig Stevns
- 4681 - Herfølge
- 4682 - Tureby
- 4683 - Rønnede
- 4684 - Holmegaard. Tidligere Holme-Olstrup (eller måske bare postkontoret samme sted)[2].
- 4685 - Fensmark Postbutikker (i postdistrikt 4684 Holmegaard)
- 4686 - Herfølge Postbutik
- 4690 - Haslev
- 4691 - Haslev Postbutikker (i postdistrikt 4690 Haslev)
- 4695 - Dalby Afhentningssted (i postdistrikt 4690 Haslev)
- 4700 - Næstved
- 4701 - Fodbygårdsvej Postbutik (i postdistrikt 4700 Næstved)
- 4702 - Næstved Storcenter Postbutikker (i postdistrikt 4700 Næstved)
- 4703 - Næstved Postbutik
- 4704 - Sct. Jørgen Postbutik (i postdistrikt 4700 Næstved)
- 4720 - Præstø
- 4724 - Præstø Postbutik (i postdistrikt 4720 Præstø)
- 4731 - Tidligere Brandelev (eller måske bare postkontoret samme sted). Postnummeret nedlagt[2].
- 4732 - Tidligere Snesere (eller måske bare postkontoret samme sted). Postnummeret nedlagt[2].
- 4733 - Tappernøje
- 4734 - Tidligere Allerslev (eller måske bare postkontoret samme sted). Postnummeret nedlagt[2].
- 4735 - Mern
- 4736 - Karrebæksminde
- 4741 - Tidligere Lov (eller måske bare postkontoret samme sted). Postnummeret nedlagt[2].
- 4742 - Mogenstrup Postbutik (i postdistrikt 4700 Næstved). Tidligere Klarskov (eller måske bare postkontoret samme sted)[2].
- 4750 - Lundby
- 4754 - Menstrup Afhentningssted (i postdistrikt 4700 Næstved)
- 4760 - Vordingborg
- 4761 - Vordingborg Postbutik (i postdistrikt 4760 Vordingborg)
- 4765 - Ørslev Postbutik (i postdistrikt 4760 Vordingborg)
- 4771 - Kalvehave
- 4772 - Langebæk
- 4773 - Stensved
- 4774 - Nyråd Postbutik (i postdistrikt 4760 Vordingborg)
- 4780 - Stege
- 4781 - Stege Postbutik (i postdistrikt 4780 Stege)
- 4791 - Borre
- 4792 - Askeby
- 4793 - Bogø By
- 4794 - Klintholm Havn Afhentningssted (i postdistrikt 4791 Borre)
- 4800 - Nykøbing F
- 4806 - Sundby Lolland Postbutik (i postdistrikt 4800 Nykøbing F)
- 4840 - Nørre Alslev
- 4841 - Nørre Alslev Postbutik (i postdistrikt 4840 Nørre Alslev)
- 4850 - Stubbekøbing
- 4852 - Stubbekøbing Postbutik (i postdistrikt 4850 Stubbekøbing)
- 4861 - Orehoved Afhentningssted (i postdistrikt 4840 Nørre Alslev)
- 4862 - Guldborg
- 4863 - Eskilstrup
- 4871 - Horbelev
- 4872 - Idestrup
- 4873 - Væggerløse
- 4874 - Gedser
- 4876 - Væggerløse Postbutik (i postdistrikt 4873 Væggerløse)
- 4880 - Nysted
- 4891 - Toreby L
- 4892 - Kettinge
- 4893 - Tidligere Herritslev (eller måske bare postkontoret samme sted). Postnummeret nedlagt[2].
- 4894 - Øster Ulslev
- 4895 - Errindlev
- 4899 - Tidligere Grænge (eller måske bare postkontoret samme sted). Postnummeret nedlagt[2].
- 4900 - Nakskov
- 4901 - Nakskov Postbutikker (i postdistrikt 4900 Nakskov)
- 4911 - Tidligere Kappel (eller måske bare postkontoret samme sted). Postnummeret nedlagt[2].
- 4912 - Harpelunde
- 4913 - Horslunde
- 4920 - Søllested
- 4930 - Maribo
- 4931 - Maribo Postbutikker (i postdistrikt 4930 Maribo)
- 4941 - Bandholm
- 4942 - Tidligere Askø (eller måske bare postkontoret samme sted). Postnummeret nedlagt[2].
- 4943 - Torrig Lolland
- 4944 - Fejø
- 4945 - Femø. Postnummeret har været nedlagt[2]. Genindført pr. 1. marts 2017.[13]
- 4951 - Nørreballe
- 4952 - Stokkemarke
- 4953 - Vesterborg
- 4960 - Holeby
- 4970 - Rødby
- 4971 - Rødby Postbutik (i postdistrikt 4970 Rødby)
- 4979 - Rødby Havn Postbutik (i postdistrikt 4970 Rødby)
- 4981 - Tidligere Vester Tirsted (eller måske bare postkontoret samme sted). Postnummeret nedlagt[2].
- 4982 - Tidligere Landet (Lolland) (eller måske bare postkontoret samme sted). Postnummeret nedlagt[2].
- 4983 - Dannemare
- 4984 - Tidligere Tillitse (eller måske bare postkontoret samme sted). Postnummeret nedlagt[2].
- 4990 - Sakskøbing
- 4992 - Ufrankerede svarforsendelser: Midtsjælland USF P

## Fyn (5000-5999)
- 5000 - Odense C
- 5001 - Brandts Posthus (i postdistrikt 5000 Odense C)
- 5002 - Tidligere posthuset Odense 2. Postnummeret nedlagt[2].
- 5003 - Tidligere posthuset Odense 3. Postnummeret nedlagt[2].
- 5004 - Tidligere posthuset Odense 4. Postnummeret nedlagt[2].
- 5005 - Tidligere posthuset Odense 5. Postnummeret nedlagt[2].
- 5006 - Tidligere posthuset Odense 6. Postnummeret nedlagt[2].
- 5013 - Odense Banegaard Posthus (i postdistrikt 5000 Odense C)
- 5090 - Odense C Fyns Postcenter
- 5100 - Odense C Postboks
- 5200 - Odense V
- 5210 - Odense NV
- 5211 - Tarup Postbutikker (i postdistrikt 5210 Odense NV)
- 5220 - Odense SØ
- 5230 - Odense M
- 5240 - Odense NØ
- 5250 - Odense SV. Tidligere Fruens Bøge (eller måske bare postkontoret samme sted)[2].
- 5260 - Odense S. Tidligere Hjallese (eller måske bare postkontoret samme sted)[2].
- 5270 - Odense N. Tidligere Næsby (Fyn) (eller måske bare postkontoret samme sted)[2].
- 5271 - Stige Postbutik (i postdistrikt 5270 Odense N)
- 5272 - Søhus Center Postbutik (i postdistrikt 5270 Odense N)
- 5280 - Fraugde Postbutik (i postdistrikt 5220 Odense Sø)
- 5290 - Marslev
- 5300 - Kerteminde
- 5301 - Kerteminde Postbutikker (i postdistrikt 5300 Kerteminde)
- 5310 - Tidligere Seden (eller måske bare postkontoret samme sted). Postnummeret nedlagt[2].
- 5320 - Agedrup
- 5330 - Munkebo
- 5340 - Tidligere Revninge (eller måske bare postkontoret samme sted). Postnummeret nedlagt[2].
- 5350 - Rynkeby
- 5360 - Tidligere Kølstrup (eller måske bare postkontoret samme sted). Postnummeret nedlagt[2].
- 5370 - Mesinge
- 5380 - Dalby
- 5390 - Martofte
- 5400 - Bogense
- 5401 - Bogense Postbutikker (i postdistrikt 5400 Bogense)
- 5450 - Otterup
- 5453 - Otterup Postbutik (i postdistrikt 5450 Otterup)
- 5461 - Korup Postbutik (i postdistrikt 5210 Odense NV)
- 5462 - Morud
- 5463 - Harndrup
- 5464 - Brenderup Fyn
- 5465 - Brenderup Fyn Postbutik (i postdistrikt 5464 Brenderup Fyn). Tidligere Mejlskov (eller måske bare postkontoret samme sted)[2].
- 5466 - Asperup
- 5467 - Tidligere Røjle (eller måske bare postkontoret samme sted). Postnummeret nedlagt[2].
- 5470 - Søndersø Postbutik (i postdistrikt 5471 Søndersø)
- 5471 - Søndersø
- 5472 - Tidligere Særslev (eller måske bare postkontoret samme sted). Postnummeret nedlagt[2].
- 5473 - Hårslev Afhentningssted (i postdistrikt 5471 Søndersø). Tidligere Farstrup (eller måske bare postkontoret samme sted)[2].
- 5474 - Veflinge
- 5475 - Tidligere Gamby (eller måske bare postkontoret samme sted). Postnummeret nedlagt[2].
- 5481 - Tidligere Lunde (Fyn) (eller måske bare postkontoret samme sted). Postnummeret nedlagt[2].
- 5482 - Tidligere Lumby (eller måske bare postkontoret samme sted). Postnummeret nedlagt[2].
- 5483 - Tidligere Kappendrup (eller måske bare postkontoret samme sted). Postnummeret nedlagt[2].
- 5484 - Tidligere Uggerslev (eller måske bare postkontoret samme sted). Postnummeret nedlagt[2].
- 5485 - Skamby
- 5486 - Tidligere Grindløse (eller måske bare postkontoret samme sted). Postnummeret nedlagt[2].
- 5491 - Blommenslyst
- 5492 - Vissenbjerg
- 5493 - Vissenbjerg Postbutikker (i postdistrikt 5492 Vissenbjerg). Tidligere Søhus (eller måske bare postkontoret samme sted)[2].
- 5494 - Tidligere Stige (eller måske bare postkontoret samme sted). Postnummeret nedlagt[2].
- 5500 - Middelfart
- 5501 - Middelfart Postbutik (i postdistrikt 5500 Middelfart)
- 5540 - Ullerslev
- 5541 - Ullerslev Postbutik (i postdistrikt 5540 Ullerslev)
- 5550 - Langeskov
- 5551 - Langeskov Postbutikker (i postdistrikt 5550 Langeskov)
- 5560 - Aarup
- 5561 - Aarup Postbutik (i postdistrikt 5560 Aarup)
- 5571 - Tidligere Bred (eller måske bare postkontoret samme sted). Postnummeret nedlagt[2].
- 5572 - Tommerup St Postbutik (i postdistrikt 5690 Tommerup)
- 5573 - Tommerup Postbutik (i postdistrikt 5690 Tommerup). Tidligere Holmstrup (eller måske bare postkontoret samme sted)[2].
- 5574 - Tidligere Rørmosehus (eller måske bare postkontoret samme sted). Postnummeret nedlagt[2].
- 5575 - Tidligere Turup (eller måske bare postkontoret samme sted). Postnummeret nedlagt[2].
- 5580 - Nørre Aaby
- 5591 - Gelsted
- 5592 - Ejby
- 5593 - Tidligere Kavslunde (eller måske bare postkontoret samme sted). Postnummeret nedlagt[2].
- 5594 - Strib Postbutik (i postdistrikt 5500 Middelfart)
- 5595 - Ejby Postbutik (i postdistrikt 5592 Ejby)
- 5600 - Faaborg
- 5601 - Faaborg Postbutikker (i postdistrikt 5600 Faaborg)
- 5610 - Assens
- 5611 - Assens Postbutik (i postdistrikt 5610 Assens)
- 5620 - Glamsbjerg
- 5621 - Glamsbjerg Postbutik (i postdistrikt 5620 Glamsbjerg)
- 5631 - Ebberup
- 5632 - Tidligere Flemløse (eller måske bare postkontoret samme sted). Postnummeret nedlagt[2].
- 5633 - Tidligere Knarreborg (eller måske bare postkontoret samme sted). Postnummeret nedlagt[2].
- 5634 - Tidligere Sandager (eller måske bare postkontoret samme sted). Postnummeret nedlagt[2].
- 5641 - Tidligere Horne (Fyn) (eller måske bare postkontoret samme sted). Postnummeret nedlagt[2].
- 5642 - Millinge
- 5651 - Allested Afhentningssted (i postdistrikt 5672 Broby)
- 5652 - Nørre Søby Postbutik (i postdistrikt 5792 Årslev)
- 5653 - Nørre Lyndelse Postbutikker (i postdistrikt 5792 Årslev)
- 5661 - Tidligere Jordløse (eller måske bare postkontoret samme sted). Postnummeret nedlagt[2].
- 5662 - Håstrup Postbutik (i postdistrikt 5600 Faaborg)
- 5663 - Tidligere Vester Hæsinge (eller måske bare postkontoret samme sted). Postnummeret nedlagt[2].
- 5671 - Brobyværk Postbutik (i postdistrikt 5672 Broby)
- 5672 - Broby
- 5681 - Bellinge Postbutik (i postdistrikt 5250 Odense Sv)
- 5682 - Tidligere Verninge (eller måske bare postkontoret samme sted). Postnummeret nedlagt[2].
- 5683 - Haarby
- 5684 - Haarby Postbutik (i postdistrikt 5683 Haarby)
- 5690 - Tommerup
- 5691 - Tidligere Sankt Klemens (eller måske bare postkontoret samme sted). Postnummeret nedlagt[2].
- 5692 - Tidligere Fangel (eller måske bare postkontoret samme sted). Postnummeret nedlagt[2].
- 5700 - Svendborg
- 5701 - Tidligere posthuset Svendborg 1. Postnummeret nedlagt[2].
- 5703 - Vindeby Postbutik (i postdistrikt 5700 Svendborg)
- 5706 - Tved Postbutik (i postdistrikt 5700 Svendborg)
- 5712 - Drejø Afhentningssted (i postdistrikt 5700 Svendborg)
- 5750 - Ringe
- 5751 - Ringe Postbutikker (i postdistrikt 5750 Ringe)
- 5761 - Ollerup Postbutik (i postdistrikt 5762 Vester Skerninge)
- 5762 - Vester Skerninge
- 5763 - Vester Skerninge Postbutik (i postdistrikt 5762 Vester Skerninge). Tidligere Ulbølle (eller måske bare postkontoret samme sted)[2].
- 5764 - Vester Aaby Postbutik (i postdistrikt 5600 Faaborg)
- 5765 - Tidligere Pejrup (eller måske bare postkontoret samme sted). Postnummeret nedlagt[2].
- 5771 - Stenstrup
- 5772 - Kværndrup
- 5773 - Tidligere Rudme (eller måske bare postkontoret samme sted). Postnummeret nedlagt[2].
- 5781 - Tidligere Espe (eller måske bare postkontoret samme sted). Postnummeret nedlagt[2].
- 5782 - Tidligere Højrup (eller måske bare postkontoret samme sted). Postnummeret nedlagt[2].
- 5783 - Korinth Afhentningssted (i postdistrikt 5600 Faaborg)
- 5791 - Årslev Postbutik (i postdistrikt 5792 Årslev). Tidligere Pederstrup (eller måske bare postkontoret samme sted)[2].
- 5792 - Årslev
- 5793 - Højby Postbutik (i postdistrikt 5260 Odense S)
- 5800 - Nyborg
- 5852 - Ørbæk Postbutik (i postdistrikt 5853 Ørbæk). Tidligere Refsvindinge (eller måske bare postkontoret samme sted)[2].
- 5853 - Ørbæk
- 5854 - Gislev
- 5855 - Tidligere Fjellerup (eller måske bare postkontoret samme sted). Postnummeret nedlagt[2].
- 5856 - Ryslinge
- 5861 - Avnslev Postbutik (i postdistrikt 5800 Nyborg)
- 5862 - Tidligere Herrested (eller måske bare postkontoret samme sted). Postnummeret nedlagt[2].
- 5863 - Ferritslev Fyn
- 5871 - Frørup
- 5872 - Tidligere Øksendrup (eller måske bare postkontoret samme sted). Postnummeret nedlagt[2].
- 5873 - Tidligere Rygård (eller måske bare postkontoret samme sted). Postnummeret nedlagt[2].
- 5874 - Hesselager
- 5881 - Skårup Fyn
- 5882 - Vejstrup
- 5883 - Oure
- 5884 - Gudme
- 5885 - Gudme Postbutik (i postdistrikt 5884 Gudme)
- 5891 - Tidligere Svindinge (Fyn) (eller måske bare postkontoret samme sted). Postnummeret nedlagt[2].
- 5892 - Gudbjerg Sydfyn
- 5900 - Rudkøbing
- 5901 - Rudkøbing Posthus (i postdistrikt 5900 Rudkøbing)
- 5931 - Lindelse Postbutik (i postdistrikt 5900 Rudkøbing)
- 5932 - Humble
- 5933 - Tidligere Tryggelev (eller måske bare postkontoret samme sted). Postnummeret nedlagt[2].
- 5934 - Tidligere Nordenbro (eller måske bare postkontoret samme sted). Postnummeret nedlagt[2].
- 5935 - Bagenkop
- 5941 - Tidligere Spodsbjerg (eller måske bare postkontoret samme sted). Postnummeret nedlagt[2].
- 5942 - Tidligere Longelse (eller måske bare postkontoret samme sted). Postnummeret nedlagt[2].
- 5943 - Tidligere Strynø (eller måske bare postkontoret samme sted). Postnummeret nedlagt[2].
- 5951 - Tidligere Simmerbølle (eller måske bare postkontoret samme sted). Postnummeret nedlagt[2].
- 5952 - Tullebølle Postbutik (i postdistrikt 5953 Tranekær)
- 5953 - Tranekær
- 5954 - Tidligere Lejbølle (eller måske bare postkontoret samme sted). Postnummeret nedlagt[2].
- 5955 - Tidligere Store-Snøde (eller måske bare postkontoret samme sted). Postnummeret nedlagt[2].
- 5956 - Lohals Postbutik (i postdistrikt 5953 Tranekær)
- 5958 - Snøde Postbutik (i postdistrikt 5953 Tranekær)
- 5960 - Marstal
- 5961 - Marstal Postbutikker (i postdistrikt 5960 Marstal)
- 5970 - Ærøskøbing
- 5971 - Ærøskøbing Postbutik (i postdistrikt 5970 Ærøskøbing)
- 5981 - Tidligere Dunkær (eller måske bare postkontoret samme sted). Postnummeret nedlagt[2].
- 5982 - Tidligere Tranderup (Ærø) (eller måske bare postkontoret samme sted). Postnummeret nedlagt[2].
- 5983 - Tidligere Bregninge (Ærø) (eller måske bare postkontoret samme sted). Postnummeret nedlagt[2].
- 5984 - Tidligere Leby (Ærø) (eller måske bare postkontoret samme sted). Postnummeret nedlagt[2].
- 5985 - Søby Ærø
- 5991 - Thurø Postbutik (i postdistrikt 5700 Svendborg)
- 5992 - Tidligere Troense (eller måske bare postkontoret samme sted). Postnummeret nedlagt[2].
- 5993 - Tidligere Landet (Tåsinge) (eller måske bare postkontoret samme sted). Postnummeret nedlagt[2].
- 5994 - Tidligere Bjerreby (eller måske bare postkontoret samme sted). Postnummeret nedlagt[2].

## Jylland (6000-9999)

### Sønderjylland og Sydvestjylland samt dele af Sydjylland og Vestjylland (6000-6999)
- 6000 - Kolding
- 6001 - Tidligere posthuset Kolding 1. Postnummeret nedlagt[2].
- 6016 - Seest Postbutik (i postdistrikt 6000 Kolding)
- 6017 - Munkebo Posthus (i postdistrikt 6000 Kolding)
- 6019 - Pakkeboksen på Skovvangen 57 i Kolding 55°30′39.48″N 9°27′23.48″Ø / 55.5109667°N 9.4565222°Ø
- 6030 - Bramdrupdam Afhentningssted (i postdistrikt 6000 Kolding)
- 6040 - Egtved
- 6041 - Egtved Postbutik (i postdistrikt 6040 Egtved)
- 6051 - Almind
- 6052 - Viuf
- 6053 - Tidligere Ågård (eller måske bare postkontoret samme sted). Postnummeret nedlagt[2].
- 6054 - Gravens Postbutik (i postdistrikt 6040 Egtved)
- 6055 - Vester Nebel Postbutik (i postdistrikt 6040 Egtved)
- 6061 - Tidligere Dybevadbro (eller måske bare postkontoret samme sted). Postnummeret nedlagt[2].
- 6062 - Tidligere Ferup (eller måske bare postkontoret samme sted). Postnummeret nedlagt[2].
- 6063 - Tidligere Korsvang (eller måske bare postkontoret samme sted). Postnummeret nedlagt[2].
- 6064 - Jordrup
- 6065 - Tidligere Verst (eller måske bare postkontoret samme sted). Postnummeret nedlagt[2].
- 6070 - Christiansfeld
- 6071 - Christiansfeld Postbutik (i postdistrikt 6070 Christiansfeld)
- 6081 - Vonsild Postbutik (i postdistrikt 6000 Kolding)
- 6082 - Tidligere Taps (eller måske bare postkontoret samme sted). Postnummeret nedlagt[2].
- 6091 - Bjert
- 6092 - Sønder Stenderup. Tidligere Varmark (eller måske bare postkontoret samme sted)[2].
- 6093 - Sjølund
- 6094 - Hejls
- 6095 - Tidligere Hejlsminde (eller måske bare postkontoret samme sted). Postnummeret nedlagt[2].
- 6100 - Haderslev
- 6101 - Tidligere posthuset Haderslev 1. Postnummeret nedlagt[2].
- 6120 - Tidligere Hammelev (eller måske bare postkontoret samme sted). Postnummeret nedlagt[2].
- 6130 - Tidligere Stepping (eller måske bare postkontoret samme sted). Postnummeret nedlagt[2].
- 6140 - Fjelstrup Afhentningssted (i postdistrikt 6100 Haderslev)
- 6150 - Tidligere Vonsbæk (eller måske bare postkontoret samme sted). Postnummeret nedlagt[2].
- 6160 - Sønder Vilstrup Afhentningssted (i postdistrikt 6100 Haderslev)
- 6170 - Tidligere Hoptrup (eller måske bare postkontoret samme sted). Postnummeret nedlagt[2].
- 6180 - Marstrup Afhentningssted (i postdistrikt 6100 Haderslev)
- 6191 - Tidligere Hejsager (eller måske bare postkontoret samme sted). Postnummeret nedlagt[2].
- 6192 - Øsby Postbutik (i postdistrikt 6100 Haderslev)
- 6193 - Tidligere Årøsund (eller måske bare postkontoret samme sted). Postnummeret nedlagt[2].
- 6200 - Aabenraa
- 6202 - Pakkeboksen på Jernbanegade 15 i Aabenraa 55°2′55.33″N 9°25′4.52″Ø / 55.0487028°N 9.4179222°Ø
- 6205 - Stubbæk Afhentningssted (i postdistrikt 6200 Aabenraa)
- 6221 - Løjt Kirkeby Postbutik (i postdistrikt 6200 Aabenraa)
- 6222 - Tidligere Genner (eller måske bare postkontoret samme sted). Postnummeret nedlagt[2].
- 6223 - Felsted Postbutik (i postdistrikt 6200 Aabenraa)
- 6224 - Bovrup Afhentningssted (i postdistrikt 6200 Aabenraa)
- 6225 - Tidligere Varnæs (eller måske bare postkontoret samme sted). Postnummeret nedlagt[2].
- 6230 - Rødekro
- 6231 - Rødekro Postbutikker (i postdistrikt 6230 Rødekro)
- 6240 - Løgumkloster
- 6241 - Løgumkloster Postbutik (i postdistrikt 6240 Løgumkloster)
- 6251 - Hellevad Postbutik (i postdistrikt 6230 Rødekro)
- 6252 - Bedsted Afhentningssted (i postdistrikt 6240 Løgumkloster). Tidligere Bedsted Lø indtil 1981 [14][2].
- 6253 - Tidligere Ravsted (eller måske bare postkontoret samme sted). Postnummeret nedlagt[2].
- 6254 - Øster Højst Afhentningssted (i postdistrikt 6240 Løgumkloster)
- 6261 - Bredebro
- 6262 - Tidligere Ballum (eller måske bare postkontoret samme sted). Postnummeret nedlagt[2].
- 6270 - Tønder
- 6271 - Tønder Postbutikker (i postdistrikt 6270 Tønder)
- 6280 - Højer
- 6291 - Tidligere Møgeltønder (eller måske bare postkontoret samme sted). Postnummeret nedlagt[2].
- 6292 - Visby Sønderj Afhentningssted (i postdistrikt 6261 Bredebro)
- 6300 - Gråsten
- 6301 - Gråsten Postbutikker (i postdistrikt 6300 Gråsten)
- 6310 - Broager
- 6320 - Egernsund
- 6330 - Padborg
- 6331 - Padborg Postbutikker (i postdistrikt 6330 Padborg)
- 6335 - Pakkeboksen på Lejrvejen 8p i Padborg 54°49′57.52″N 9°20′38.24″Ø / 54.8326444°N 9.3439556°Ø
- 6340 - Kruså
- 6350 - Tidligere Kollund (Sønderjylland) (eller måske bare postkontoret samme sted). Postnummeret nedlagt[2].
- 6360 - Tinglev
- 6361 - Tinglev Postbutik (i postdistrikt 6360 Tinglev)
- 6371 - Tidligere Store Jyndevad (eller måske bare postkontoret samme sted). Postnummeret nedlagt[2].
- 6372 - Bylderup-Bov
- 6373 - Tidligere Jejsing (eller måske bare postkontoret samme sted). Postnummeret nedlagt[2].
- 6381 - Kliplev Afhentningssted (i postdistrikt 6200 Aabenraa)
- 6382 - Tidligere Tørsbøl (eller måske bare postkontoret samme sted). Postnummeret nedlagt[2].
- 6383 - Tidligere Rinkenæs (eller måske bare postkontoret samme sted). Postnummeret nedlagt[2].
- 6384 - Tidligere Avnbøl (eller måske bare postkontoret samme sted). Postnummeret nedlagt[2].
- 6385 - Vester Sottrup Postbutik (i postdistrikt 6400 Sønderborg)
- 6391 - Tidligere Hjordkær (eller måske bare postkontoret samme sted). Postnummeret nedlagt[2].
- 6392 - Bolderslev
- 6393 - Tidligere Fårhus (eller måske bare postkontoret samme sted). Postnummeret nedlagt[2].
- 6400 - Sønderborg
- 6411 - Dybbøl Postbutik (i postdistrikt 6400 Sønderborg)
- 6415 - Hørup Postbutik (i postdistrikt 6470 Sydals)
- 6430 - Nordborg
- 6431 - Nordborg Postbutikker (i postdistrikt 6430 Nordborg)
- 6440 - Augustenborg
- 6450 - Tidligere Fynshav (eller måske bare postkontoret samme sted). Postnummeret nedlagt[2].
- 6461 - Guderup Postbutik (i postdistrikt 6430 Nordborg)
- 6462 - Tidligere Svenstrup (Als) (eller måske bare postkontoret samme sted). Postnummeret nedlagt[2].
- 6470 - Sydals
- 6471 - Tidligere Vollerup (eller måske bare postkontoret samme sted). Postnummeret nedlagt[2].
- 6472 - Tidligere Kirke Hørup (eller måske bare postkontoret samme sted). Postnummeret nedlagt[2].
- 6473 - Tidligere Over Tandslet (eller måske bare postkontoret samme sted). Postnummeret nedlagt[2].
- 6474 - Tidligere Skovby (Als) (eller måske bare postkontoret samme sted). Postnummeret nedlagt[2].
- 6475 - Tidligere Kegnæs (eller måske bare postkontoret samme sted). Postnummeret nedlagt[2].
- 6480 - Tidligere Dybbøl (eller måske bare postkontoret samme sted). Postnummeret nedlagt[2].
- 6490 - Tidligere Nybøl (eller måske bare postkontoret samme sted). Postnummeret nedlagt[2].
- 6500 - Vojens
- 6501 - Vojens Postbutikker (i postdistrikt 6500 Vojens)
- 6505 - Hammelev Afhentningssted (i postdistrikt 6500 Vojens)
- 6510 - Gram
- 6511 - Gram Postbutik (i postdistrikt 6510 Gram)
- 6520 - Toftlund
- 6521 - Toftlund Postbutik (i postdistrikt 6520 Toftlund)
- 6531 - Nustrup Postbutik (i postdistrikt 6500 Vojens). Tidligere Store Nustrup (eller måske bare postkontoret samme sted)[2].
- 6532 - Tidligere Gabøl (eller måske bare postkontoret samme sted). Postnummeret nedlagt[2].
- 6533 - Tidligere Øster Lindet (eller måske bare postkontoret samme sted). Postnummeret nedlagt[2].
- 6534 - Agerskov
- 6535 - Branderup J
- 6541 - Bevtoft
- 6542 - Arnum afhentningssted (i postdistrikt 6510 Gram)
- 6543 - Sønder Hygum Postbutik (i postdistrikt 6630 Rødding)
- 6544 - Tidligere Fole (eller måske bare postkontoret samme sted). Postnummeret nedlagt[2].
- 6545 - Tidligere Arrild (eller måske bare postkontoret samme sted). Postnummeret nedlagt[2].
- 6551 - Tidligere Over-Jarstal (eller måske bare postkontoret samme sted). Postnummeret nedlagt[2].
- 6552 - Tidligere Hovslund (eller måske bare postkontoret samme sted). Postnummeret nedlagt[2].
- 6560 - Sommersted
- 6571 - Tidligere Jels (eller måske bare postkontoret samme sted). Postnummeret nedlagt[2].
- 6572 - Tidligere Simmersted (eller måske bare postkontoret samme sted). Postnummeret nedlagt[2].
- 6580 - Vamdrup
- 6581 - Vamdrup Postbutikker (i postdistrikt 6580 Vamdrup)
- 6590 - Tidligere Ødis (eller måske bare postkontoret samme sted). Postnummeret nedlagt[2].
- 6600 - Vejen
- 6601 - Vejen Postbutikker (i postdistrikt 6600 Vejen)
- 6602 - Pakkeboksen på Jyllandsgade 6 i Vejen 55°28′29.56″N 9°8′9.1″Ø / 55.4748778°N 9.135861°Ø
- 6610 - Skodborg Afhentningssted (i postdistrikt 6630 Rødding)
- 6621 - Gesten
- 6622 - Bække
- 6623 - Vorbasse
- 6624 - Andst Postbutik (i postdistrikt 6600 Vejen)
- 6630 - Rødding
- 6631 - Jels Postbutik (i postdistrikt 6630 Rødding)
- 6632 - Rødding Postbutikker (i postdistrikt 6630 Rødding)
- 6640 - Lunderskov
- 6641 - Lunderskov Postbutik (i postdistrikt 6640 Lunderskov)
- 6650 - Brørup
- 6651 - Lindknud Postbutik (i postdistrikt 6650 Brørup)
- 6652 - Brørup Postbutik (i postdistrikt 6650 Brørup)
- 6660 - Lintrup
- 6670 - Holsted
- 6671 - Holsted Postbutik Postbutik (i postdistrikt 6670 Holsted)
- 6681 - Tidligere Holsted Stationsby (eller måske bare postkontoret samme sted). Postnummeret nedlagt[2].
- 6682 - Hovborg
- 6683 - Føvling
- 6690 - Gørding
- 6700 - Esbjerg
- 6701 - Esbjerg B Posthus (i postdistrikt 6700 Esbjerg)
- 6702 - Tidligere posthuset Esbjerg 2. Postnummeret nedlagt[2].
- 6703 - Tidligere posthuset Esbjerg 3. Postnummeret nedlagt[2].
- 6705 - Esbjerg Ø
- 6706 - Jerne Postbutikker (i postdistrikt 6705 Esbjerg Ø)
- 6707 - Pakkeboksen på Jagtvej 45 i Esbjerg 55°28′43.55″N 8°28′46.81″Ø / 55.4787639°N 8.4796694°Ø
- 6710 - Esbjerg V
- 6711 - Sædding Postbutikker (i postdistrikt 6710 Esbjerg V)
- 6713 - Darumvej Postbutik (i postdistrikt 6700 Esbjerg)
- 6714 - Skrænten Postbutik (i postdistrikt 6700 Esbjerg)
- 6715 - Esbjerg N
- 6717 - Pakkeboksen på Ådalsparken 45 i Esbjerg 55°30′34.76″N 8°24′17.2″Ø / 55.5096556°N 8.404778°Ø
- 6720 - Fanø
- 6721 - Fanø Postbutik (i postdistrikt 6720 Fanø)
- 6726 - Sønderho Afhentningssted (i postdistrikt 6720 Fanø)
- 6731 - Tjæreborg
- 6732 - Tidligere Guldager (eller måske bare postkontoret samme sted). Postnummeret nedlagt[2].
- 6733 - Tidligere Hjerting (eller måske bare postkontoret samme sted). Postnummeret nedlagt[2].
- 6734 - Hjerting Postbutik (i postdistrikt 6710 Esbjerg V). Tidligere Sønderho (eller måske bare postkontoret samme sted)[2].
- 6736 - Vester Nebel Postbutik (i postdistrikt 6715 Esbjerg N)
- 6740 - Bramming
- 6741 - Bramming Postbutikker (i postdistrikt 6740 Bramming)
- 6751 - Vejrup Postbutik (i postdistrikt 6740 Bramming)
- 6752 - Glejbjerg
- 6753 - Agerbæk
- 6754 - Tofterup Postbutik (i postdistrikt 7200 Grindsted)
- 6755 - Krogager Postbutik (i postdistrikt 7200 Grindsted)
- 6756 - Agerbæk Postbutik (i postdistrikt 6753 Agerbæk)
- 6760 - Ribe
- 6763 - Ribe Postbutikker (i postdistrikt 6760 Ribe)
- 6771 - Gredstedbro
- 6772 - Hviding Postbutik (i postdistrikt 6760 Ribe)
- 6773 - Tidligere Rejsby (eller måske bare postkontoret samme sted). Postnummeret nedlagt[2].
- 6774 - Tidligere Brøns (eller måske bare postkontoret samme sted). Postnummeret nedlagt[2].
- 6775 - Døstrup Afhentningssted (i postdistrikt 6780 Skærbæk)
- 6776 - Tidligere Roager (eller måske bare postkontoret samme sted). Postnummeret nedlagt[2].
- 6777 - Tidligere Frifelt (eller måske bare postkontoret samme sted). Postnummeret nedlagt[2].
- 6778 - Ballum Afhentningssted (i postdistrikt 6261 Bredebro)
- 6780 - Skærbæk
- 6781 - Skærbæk Postbutik (i postdistrikt 6780 Skærbæk)
- 6791 - Tidligere Kongsmark (eller måske bare postkontoret samme sted). Postnummeret nedlagt[2].
- 6792 - Rømø. Tidligere Havneby (Rømø) (eller måske bare postkontoret samme sted)[2].
- 6800 - Varde
- 6801 - Varde Postbutikker (i postdistrikt 6800 Varde)
- 6802 - Pakkeboksen på Stationspladsen 5 i Varde 55°36′57.25″N 8°28′59.69″Ø / 55.6159028°N 8.4832472°Ø
- 6815 - Alslev Postbutik (i postdistrikt 6800 Varde)
- 6818 - Årre
- 6821 - Næsbjerg Postbutik (i postdistrikt 6800 Varde)
- 6822 - Tidligere Nordenskov (eller måske bare postkontoret samme sted). Postnummeret nedlagt[2].
- 6823 - Ansager
- 6824 - Tidligere Mølby (Midtjylland) (eller måske bare postkontoret samme sted). Postnummeret nedlagt[2].
- 6825 - Ansager Postbutik (i postdistrikt 6823 Ansager). Tidligere Eg (eller måske bare postkontoret samme sted)[2].
- 6830 - Nørre Nebel
- 6831 - Nørre Nebel Postbutik (i postdistrikt 6830 Nørre Nebel)
- 6840 - Oksbøl
- 6841 - Vrøgum Afhentningssted (i postdistrikt 6840 Oksbøl)
- 6842 - Oksbøl Postbutik (i postdistrikt 6840 Oksbøl)
- 6851 - Janderup Vestj
- 6852 - Billum
- 6853 - Vejers Strand
- 6854 - Henne
- 6855 - Outrup
- 6856 - Lunde J Afhentningssted (i postdistrikt 6830 Nørre Nebel)
- 6857 - Blåvand
- 6859 - Tidligere Vrøgum (eller måske bare postkontoret samme sted). Postnummeret nedlagt[2].
- 6861 - Sig Postbutik (i postdistrikt 6800 Varde)
- 6862 - Tistrup
- 6863 - Tidligere Gårde (eller måske bare postkontoret samme sted). Postnummeret nedlagt[2].
- 6870 - Ølgod
- 6871 - Ølgod Postbutik (i postdistrikt 6870 Ølgod)
- 6880 - Tarm
- 6881 - Lyne Postbutik (i postdistrikt 6880 Tarm)
- 6891 - Tidligere Lønborg (eller måske bare postkontoret samme sted). Postnummeret nedlagt[2].
- 6892 - Tidligere Vostrup (eller måske bare postkontoret samme sted). Postnummeret nedlagt[2].
- 6893 - Hemmet
- 6894 - Sønder Vium Afhentningssted (i postdistrikt 6893 Hemmet)
- 6895 - Nørre Bork Afhentningssted (i postdistrikt 6893 Hemmet)
- 6896 - Tidligere Søner Bork (eller måske bare postkontoret samme sted). Postnummeret nedlagt[2].
- 6900 - Skjern
- 6901 - Rækker Mølle Afhentningssted (i postdistrikt 6900 Skjern)
- 6905 - Skjern Postbutikker (i postdistrikt 6900 Skjern)
- 6910 - Tidligere Herborg (eller måske bare postkontoret samme sted). Postnummeret nedlagt[2].
- 6920 - Videbæk
- 6921 - Videbæk Postbutik (i postdistrikt 6920 Videbæk)
- 6930 - Kibæk Postbutik (i postdistrikt 6933 Kibæk)
- 6931 - Borris Postbutik (i postdistrikt 6900 Skjern).
- 6932 - Tidligere Troldhede (eller måske bare postkontoret samme sted). Postnummeret nedlagt[2].
- 6933 - Kibæk
- 6934 - Skarrild Postbutik (i postdistrikt 6933 Kibæk).
- 6940 - Lem St.
- 6950 - Ringkøbing
- 6951 - Ringkøbing Postbutikker (i postdistrikt 6950 Ringkøbing)
- 6960 - Hvide Sande
- 6970 - Spjald Postbutik (i postdistrikt 6971 Spjald)
- 6971 - Spjald
- 6972 - Grønbjerg Postbutik (i postdistrikt 6971 Spjald)
- 6973 - Ørnhøj
- 6980 - Tim
- 6981 - Stadil Postbutik (i postdistrikt 6980 Tim)
- 6990 - Ulfborg

### Nordvestjylland samt dele af Midtjylland, Vestjylland og Sydjylland (7000-7999)
- 7000 - Fredericia
- 7001 - Fredericia Postbutik (i postdistrikt 7000 Fredericia)
- 7007 - Fredericia Sydjyllands Postcenter
- 7012 - Nordbyen Postbutik (i postdistrikt 7000 Fredericia)
- 7013 - Vest-centret Posthus (i postdistrikt 7000 Fredericia)
- 7014 - Erritsø Postbutik (i postdistrikt 7000 Fredericia)
- 7015 - Vestcentret Postbutik (i postdistrikt 7000 Fredericia)
- 7060 - Tidligere Taulov (eller måske bare postkontoret samme sted). Postnummeret nedlagt[2].
- 7070 - Tidligere Pjedsted (eller måske bare postkontoret samme sted). Postnummeret nedlagt[2].
- 7080 - Børkop
- 7081 - Børkop Postbutikker (i postdistrikt 7080 Børkop)
- 7090 - Brejning Postbutik (i postdistrikt 7080 Børkop)
- 7100 - Vejle
- 7101 - Tidligere posthuset Vejle 1. Postnummeret nedlagt[2].
- 7102 - Vindinggård Center Postbutik (i postdistrikt 7100 Vejle)
- 7103 - Ny Højen Afhentningssted (i postdistrikt 7100 Vejle)
- 7104 - Pakkeboksen på Nørremark Center 10 i Vejle 55°43′15.75″N 9°33′35.66″Ø / 55.7210417°N 9.5599056°Ø
- 7111 - Søndermarken Postbutik (i postdistrikt 7100 Vejle)
- 7114 - Skolegade Postbutikker (i postdistrikt 7100 Vejle)
- 7117 - Nørremarken Afhentningssted (i postdistrikt 7100 Vejle)
- 7118 - Danmarks Transport Center Afhentningssted (i postdistrikt 7100 Vejle)
- 7119 - Løget Høj Afhentningssted (i postdistrikt 7100 Vejle)
- 7120 - Vejle Øst
- 7122 - Jerlev Postbutik (i postdistrikt 7100 Vejle)
- 7123 - Lindved Postbutik (i postdistrikt 7100 Vejle)
- 7125 - Ødsted Postbutik (i postdistrikt 7100 Vejle)
- 7126 - Vejle Øst Postbutik (i postdistrikt 7120 Vejle Øst)
- 7129 - Tidligere Grejsdal (eller måske bare postkontoret samme sted). Postnummeret nedlagt[2].
- 7130 - Juelsminde
- 7131 - Juelsminde Postbutik (i postdistrikt 7130 Juelsminde)
- 7140 - Stouby
- 7150 - Barrit
- 7160 - Tørring
- 7161 - Tørring Postbutik (i postdistrikt 7160 Tørring)
- 7171 - Uldum
- 7172 - Tidligere Ølholm (eller måske bare postkontoret samme sted). Postnummeret nedlagt[2].
- 7173 - Vonge
- 7174 - Tidligere Kollemorten (eller måske bare postkontoret samme sted). Postnummeret nedlagt[2].
- 7179 - Bredsten Postbutik (i postdistrikt 7182 Bredsten)
- 7181 - Tidligere Skibet (eller måske bare postkontoret samme sted). Postnummeret nedlagt[2].
- 7182 - Bredsten
- 7183 - Randbøl
- 7184 - Vandel
- 7185 - Grejs Postbutik (i postdistrikt 7100 Vejle)
- 7190 - Billund
- 7191 - Billund Postbutikker (i postdistrikt 7190 Billund)
- 7200 - Grindsted
- 7201 - Grindsted Postbutikker (i postdistrikt 7200 Grindsted)
- 7202 - Pakkeboksen på Østergade 21 i Grindsted 55°45′30.52″N 8°55′55.48″Ø / 55.7584778°N 8.9320778°Ø
- 7250 - Hejnsvig
- 7251 - Vesterhede Afhentningssted (i postdistrikt 7250 Hejnsvig)
- 7260 - Sønder Omme
- 7270 - Stakroge
- 7280 - Sønder Felding
- 7300 - Jelling
- 7301 - Jelling Postbutik (i postdistrikt 7300 Jelling)
- 7320 - Give Postbutikker (i postdistrikt 7323 Give)
- 7321 - Gadbjerg
- 7322 - Tidligere Farre (eller måske bare postkontoret samme sted). Postnummeret nedlagt[2].
- 7323 - Give
- 7324 - Thyregod Postbutik (i postdistrikt 7323 Give)
- 7325 - Grønbjerg Afhentningssted (i postdistrikt 7323 Give)
- 7326 - Kollemorten Afhentningssted (i postdistrikt 7323 Give)
- 7330 - Brande
- 7331 - Brande Postbutikker (i postdistrikt 7330 Brande)
- 7340 - Tidligere Blåhøj (eller måske bare postkontoret samme sted). Postnummeret nedlagt[2].
- 7350 - Filskov Postbutik (i postdistrikt 7200 Grindsted)
- 7361 - Ejstrupholm
- 7362 - Hampen
- 7363 - Tidligere Hjøllund (eller måske bare postkontoret samme sted). Postnummeret nedlagt[2].
- 7364 - Tidligere Christianshede (eller måske bare postkontoret samme sted). Postnummeret nedlagt[2].
- 7371 - Tidligere Fasterholt (eller måske bare postkontoret samme sted). Postnummeret nedlagt[2].
- 7372 - Tidligere Kølkær (eller måske bare postkontoret samme sted). Postnummeret nedlagt[2].
- 7400 - Herning
- 7401 - Herning Vestjyllands Postcenter
- 7414 - Holtbjerg Postbutik (i postdistrikt 7400 Herning)
- 7416 - Snejbjerg Postbutik (i postdistrikt 7400 Herning)
- 7417 - Tjørring Postbutik (i postdistrikt 7400 Herning)
- 7420 - Tidligere Hammerum (eller måske bare postkontoret samme sted). Postnummeret nedlagt[2].
- 7421 - Arnborg Afhentningssted (i postdistrikt 7400 Herning)
- 7423 - Hammerum Postbutik (i postdistrikt 7400 Herning)
- 7430 - Ikast
- 7431 - Ikast Postbutikker (i postdistrikt 7430 Ikast)
- 7433 - Pakkeboksen på Lille Torv 1 A i Ikast 56°8′41.99″N 9°9′14.91″Ø / 56.1449972°N 9.1541417°Ø
- 7440 - Bording Postbutik (i postdistrikt 7441 Bording)
- 7441 - Bording
- 7442 - Engesvang
- 7451 - Sunds
- 7452 - Ilskov Postbutik (i postdistrikt 7451 Sunds)
- 7453 - Frederiks Postbutik (i postdistrikt 7470 Karup J)
- 7454 - Tidligere Skelhøje (eller måske bare postkontoret samme sted). Postnummeret nedlagt[2].
- 7460 - Tidligere Kølvrå (eller måske bare postkontoret samme sted). Postnummeret nedlagt[2].
- 7470 - Karup J
- 7471 - Karup J Postbutik (i postdistrikt 7470 Karup J)
- 7480 - Vildbjerg
- 7489 - Tidligere Skibbild (eller måske bare postkontoret samme sted). Postnummeret nedlagt[2].
- 7490 - Aulum
- 7491 - Aulum Postbutik (i postdistrikt 7490 Aulum)
- 7499 - Tvis Postbutik (i postdistrikt 7500 Holstebro)
- 7500 - Holstebro
- 7511 - Nørreland Postbutik (i postdistrikt 7500 Holstebro)
- 7514 - Holstebro Posthus (i postdistrikt 7500 Holstebro)
- 7516 - Nørre Felding Postbutik (i postdistrikt 7500 Holstebro)
- 7521 - Borbjerg-hvam Postbutik (i postdistrikt 7500 Holstebro)
- 7522 - Hodsager Postbutik (i postdistrikt 7490 Aulum)
- 7524 - Skave Postbutik (i postdistrikt 7500 Holstebro)
- 7525 - Feldborg Postbutik (i postdistrikt 7540 Haderup)
- 7540 - Haderup
- 7550 - Sørvad
- 7560 - Hjerm
- 7570 - Vemb
- 7580 - Tidligere Bur (eller måske bare postkontoret samme sted). Postnummeret nedlagt[2].
- 7600 - Struer
- 7601 - Struer Postbutikker (i postdistrikt 7600 Struer)
- 7604 - Asp Postbutik (i postdistrikt 7600 Struer)
- 7613 - Jegindø Afhentningssted (i postdistrikt 7790 Thyholm)
- 7620 - Lemvig
- 7621 - Lemvig Postbutikker (i postdistrikt 7620 Lemvig)
- 7624 - Fjaltring Postbutik (i postdistrikt 7620 Lemvig)
- 7625 - Nørre Nissum Postbutik (i postdistrikt 7620 Lemvig)
- 7630 - Tidligere Bonnet (eller måske bare postkontoret samme sted). Postnummeret nedlagt[2].
- 7640 - Ramme Postbutik (i postdistrikt 7620 Lemvig)
- 7650 - Bøvlingbjerg
- 7660 - Bækmarksbro
- 7669 - Tidligere Fåre (eller måske bare postkontoret samme sted). Postnummeret nedlagt[2].
- 7671 - Tidligere Klinkby (eller måske bare postkontoret samme sted). Postnummeret nedlagt[2].
- 7672 - Tidligere Vrist (eller måske bare postkontoret samme sted). Postnummeret nedlagt[2].
- 7673 - Harboøre
- 7679 - Tidligere Strande (eller måske bare postkontoret samme sted). Postnummeret nedlagt[2].
- 7680 - Thyborøn
- 7681 - Thyborøn Postbutik (i postdistrikt 7680 Thyborøn)
- 7700 - Thisted
- 7702 - Pakkeboksen på Jernbanegade 29 i Thisted 56°57′10.38″N 8°41′16.71″Ø / 56.9528833°N 8.6879750°Ø
- 7705 - Thisted Postbutikker (i postdistrikt 7700 Thisted)
- 7730 - Hanstholm
- 7731 - Hanstholm Postbutik (i postdistrikt 7730 Hanstholm)
- 7740 - Frøstrup Postbutik (i postdistrikt 7741 Frøstrup)
- 7741 - Frøstrup
- 7742 - Vesløs
- 7743 - Østerild Afhentningssted (i postdistrikt 7700 Thisted)
- 7744 - Hundborg Postbutik (i postdistrikt 7700 Thisted)
- 7746 - Nørre-vorupør Postbutik (i postdistrikt 7700 Thisted)
- 7747 - Tidligere Hundstrup (eller måske bare postkontoret samme sted). Postnummeret nedlagt[2].
- 7748 - Tidligere Hillerslev (eller måske bare postkontoret samme sted). Postnummeret nedlagt[2].
- 7749 - Nors Postbutik (i postdistrikt 7700 Thisted)
- 7751 - Sjørring Postbutik (i postdistrikt 7700 Thisted)
- 7752 - Snedsted
- 7753 - Hørdum Postbutik (i postdistrikt 7752 Snedsted)
- 7754 - Tidligere Hassing Thy (eller måske bare postkontoret samme sted). Postnummeret nedlagt[2].
- 7755 - Bedsted Thy
- 7760 - Hurup Thy
- 7761 - Hurup Thy Postbutik (i postdistrikt 7760 Hurup Thy)
- 7770 - Vestervig
- 7771 - Agger Postbutik (i postdistrikt 7770 Vestervig)
- 7781 - Tidligere Ydby (eller måske bare postkontoret samme sted). Postnummeret nedlagt[2].
- 7782 - Tidligere Gettrup (eller måske bare postkontoret samme sted). Postnummeret nedlagt[2].
- 7790 - Thyholm. Tidligere Hvidbjerg (eller måske bare postkontoret samme sted)[2].
- 7798 - Uglev Afhentningssted (i postdistrikt 7790 Thyholm)
- 7799 - Tidligere Oddesund (eller måske bare postkontoret samme sted). Postnummeret nedlagt[2].
- 7800 - Skive
- 7801 - Egeris Postbutik (i postdistrikt 7800 Skive)
- 7802 - Skive Postbutikker (i postdistrikt 7800 Skive)
- 7804 - Pakkeboksen på Søndergade 14 i Skive 56°33′43.07″N 9°1′32.35″Ø / 56.5619639°N 9.0256528°Ø
- 7814 - Vridsted Postbutik (i postdistrikt 7800 Skive)
- 7829 - Tidligere Rønbjerg (eller måske bare postkontoret samme sted). Postnummeret nedlagt[2].
- 7830 - Vinderup
- 7831 - Tidligere Ejsing Postbutik (i postdistrikt 7830 Vinderup)
- 7840 - Højslev
- 7850 - Stoholm Jyll
- 7851 - Stoholm Jyll Postbutik (i postdistrikt 7850 Stoholm Jyll)
- 7860 - Spøttrup
- 7861 - Spøttrup Postbutik (i postdistrikt 7860 Spøttrup). Tidligere Balling (eller måske bare postkontoret samme sted)[2].
- 7862 - Lem Postbutik (i postdistrikt 7860 Spøttrup). Tidligere Brodal (eller måske bare postkontoret samme sted)[2].
- 7863 - Tidligere Spøttrup (eller måske bare postkontoret samme sted). Postnummeret nedlagt[2].
- 7866 - Oddense Postbutik (i postdistrikt 7860 Spøttrup)
- 7870 - Roslev
- 7879 - Breum Postbutik (i postdistrikt 7870 Roslev)
- 7881 - Jebjerg Postbutik (i postdistrikt 7870 Roslev)
- 7882 - Durup Postbutik (i postdistrikt 7870 Roslev)
- 7883 - Glyngøre Afhentningssted (i postdistrikt 7870 Roslev)
- 7884 - Fur
- 7885 - Selde Postbutik (i postdistrikt 7870 Roslev)
- 7900 - Nykøbing M
- 7901 - Nykøbing M Postbutikker (i postdistrikt 7900 Nykøbing M)
- 7911 - Sejerslev Postbutik (i postdistrikt 7900 Nykøbing M)
- 7920 - Tidligere Vildsund Vest (eller måske bare postkontoret samme sted). Postnummeret nedlagt[2].
- 7930 - Sundby Mors Postbutik (i postdistrikt 7950 Erslev)
- 7940 - Tidligere Solbjerg Mors (eller måske bare postkontoret samme sted). Postnummeret nedlagt[2].
- 7950 - Erslev
- 7960 - Karby
- 7970 - Redsted
- 7980 - Vils
- 7990 - Øster Assels
- 7993 - Ufrankerede svarforsendelser: Sydjylland-Fyn USF B
- 7996 - Fakturaservice[15]
- 7997 - Fakturascanning[15]
- 7998 - Statsservice
- 7999 - Kommunepost. Postnummeret oprettet 1. august 2007[4]

### Østjylland samt dele af Midtjylland (8000-8999)
- 8000 - Aarhus C
- 8001 - Tidligere posthuset Århus 1. Postnummeret nedlagt[2].
- 8002 - Tidligere posthuset Århus 2. Postnummeret nedlagt[2].
- 8003 - Ankersgade Posthus (i postdistrikt 8000 Aarhus C)
- 8004 - Tidligere posthuset Århus 4. Postnummeret nedlagt[2].
- 8006 - Tidligere posthuset Århus 6. Postnummeret nedlagt[2].
- 8009 - Vesterbro Torv Posthus (i postdistrikt 8000 Aarhus C)
- 8010 - Banegårdspladsen Posthus (i postdistrikt 8000 Aarhus C)
- 8011 - Tidligere Erhvervskunder i Århus. Postnummeret nedlagt 12. december 2005[1].
- 8100 - Aarhus Rådhus
- 8200 - Aarhus N
- 8201 - Trøjborg Postbutikker (i postdistrikt 8200 Aarhus N)
- 9203 - Pakkeboksen på Randersvej 144 i Aarhus 56°10′44.5″N 10°12′2.43″Ø / 56.179028°N 10.2006750°Ø
- 8210 - Aarhus V
- 8211 - Aarhus V Afhentningssted (i postdistrikt 8210 Aarhus V)
- 8220 - Brabrand
- 8221 - Hovedgaden Postbutik (i postdistrikt 8220 Brabrand)
- 8222 - Brabrand Postbutik (i postdistrikt 8220 Brabrand)
- 8223 - Pakkeboksen på Gudrunsvej 7, Gellerup, 8220 Brabrand

56°9′17.19″N 10°8′2.66″Ø / 56.1547750°N 10.1340722°Ø
- 8230 - Åbyhøj
- 8240 - Risskov
- 8242 - Veri Postbutikker (i postdistrikt 8240 Risskov)
- 8245 - Risskov Ø Østjyllands Postcenter
- 8248 - Pakkeboksen på Frijsenborgvej 5 i Risskov 56°11′23.28″N 10°12′50.17″Ø / 56.1898000°N 10.2139361°Ø
- 8249 - Pakkeboksen på Skelagervej 11 i Risskov 56°8′41.99″N 9°9′14.91″Ø / 56.1449972°N 9.1541417°Ø
- 8250 - Egå
- 8251 - Lystrup Postbutik (i postdistrikt 8520 Lystrup)
- 8260 - Viby J
- 8270 - Højbjerg
- 8281 - Spørring Afhentningssted (i postdistrikt 8380 Trige)
- 8300 - Odder
- 8301 - Odder Postbutikker (i postdistrikt 8300 Odder)
- 8302 - Pakkeboksen på Nørregade 12 i Odder 55°58′27.66″N 10°8′51.32″Ø / 55.9743500°N 10.1475889°Ø
- 8305 - Samsø (Oprettet 28. maj 1990[16])
- 8310 - Tranbjerg J
- 8311 - Tranbjerg J Postbutik (i postdistrikt 8310 Tranbjerg J)
- 8320 - Mårslet
- 8330 - Beder
- 8340 - Malling
- 8341 - Malling Postbutik (i postdistrikt 8340 Malling)
- 8350 - Hundslund
- 8351 - Tidligere Assendrup (eller måske bare postkontoret samme sted). Postnummeret nedlagt[2].
- 8352 - Tidligere Neder Randlev (eller måske bare postkontoret samme sted). Postnummeret nedlagt[2].
- 8353 - Tidligere Bovlstrup (eller måske bare postkontoret samme sted). Postnummeret nedlagt[2].
- 8354 - Hov Afhentningssted (i postdistrikt 8300 Odder)
- 8355 - Solbjerg
- 8361 - Hasselager
- 8362 - Hørning
- 8363 - Stilling Postbutik (i postdistrikt 8660 Skanderborg)
- 8364 - Hasselager Postbutik (i postdistrikt 8361 Hasselager)
- 8370 - Hadsten
- 8371 - Hadsten Postbutik (i postdistrikt 8370 Hadsten)
- 8380 - Trige
- 8381 - Tilst
- 8382 - Hinnerup
- 8383 - Søften Postbutik (i postdistrikt 8382 Hinnerup). Tidligere Lerbjerg (eller måske bare postkontoret samme sted)[2].
- 8384 - Hinnerup Postbutikker (i postdistrikt 8382 Hinnerup)
- 8385 - Tilst Posthus (i postdistrikt 8381 Tilst)
- 8386 - Tilst Postbutik Postbutikker (i postdistrikt 8381 Tilst)
- 8400 - Ebeltoft
- 8401 - Ebeltoft Postbutikker (i postdistrikt 8400 Ebeltoft)
- 8410 - Rønde
- 8411 - Thorsager Postbutik (i postdistrikt 8410 Rønde)
- 8412 - Rønde Posthus (i postdistrikt 8410 Rønde)
- 8420 - Knebel
- 8421 - Knebel Postbutik (i postdistrikt 8420 Knebel)
- 8430 - Tirstrup Afhentningssted (i postdistrikt 8400 Ebeltoft)
- 8441 - Tidligere Vrinners (eller måske bare postkontoret samme sted). Postnummeret nedlagt[2].
- 8442 - Feldballe Postbutik (i postdistrikt 8410 Rønde)
- 8443 - Tidligere Femmøller (eller måske bare postkontoret samme sted). Postnummeret nedlagt[2].
- 8444 - Balle
- 8445 - Tidligere Hyllested (eller måske bare postkontoret samme sted). Postnummeret nedlagt[2].
- 8450 - Hammel
- 8451 - Hammel Postbutik (i postdistrikt 8450 Hammel)
- 8461 - Tidligere Ormslev (eller måske bare postkontoret samme sted). Postnummeret nedlagt[2].
- 8462 - Harlev
- 8463 - Tidligere Skovby (eller måske bare postkontoret samme sted). Postnummeret nedlagt[2].
- 8464 - Galten
- 8465 - Galten Postbutik (i postdistrikt 8464 Galten)
- 8471 - Sabro. Tidligere Lading (eller måske bare postkontoret samme sted)[2].
- 8472 - Sporup
- 8473 - Stjær Afhentningssted (i postdistrikt 8464 Galten). Tidligere Sall (eller måske bare postkontoret samme sted)[2].
- 8500 - Grenaa
- 8501 - Grenaa Postbutikker (i postdistrikt 8500 Grenaa)
- 8505 - Gjerrild Afhentningssted (i postdistrikt 8500 Grenaa)
- 8520 - Lystrup
- 8521 - Lystrup Postbutik (i postdistrikt 8520 Lystrup)
- 8530 - Hjortshøj
- 8541 - Skødstrup
- 8542 - Hornslet Postbutik (i postdistrikt 8543 Hornslet)
- 8543 - Hornslet
- 8544 - Mørke
- 8545 - Lime Postbutik (i postdistrikt 8544 Mørke)
- 8550 - Ryomgård
- 8551 - Ryomgård Postbutik (i postdistrikt 8550 Ryomgård)
- 8560 - Kolind
- 8570 - Trustrup
- 8581 - Nimtofte
- 8582 - Tidligere Ramten (eller måske bare postkontoret samme sted). Postnummeret nedlagt[2].
- 8583 - Tidligere Stenvad (eller måske bare postkontoret samme sted). Postnummeret nedlagt[2].
- 8584 - Glesborg Postbutik (i postdistrikt 8585 Glesborg). Tidligere Tranehuse (eller måske bare postkontoret samme sted)[2].
- 8585 - Glesborg
- 8586 - Ørum Djurs
- 8587 - Fjellerup Postbutik (i postdistrikt 8585 Glesborg)
- 8591 - Tidligere Anholt Havn (Den del af Anholt der var ejet af staten fremfor at være tilknyttet Anholt der var ejet af Anholt Gods). Postnummeret nedlagt[2].
- 8592 - Anholt
- 8600 - Silkeborg
- 8601 - Vestergade Postbutik (i postdistrikt 8600 Silkeborg)
- 8613 - Sejs Postbutik (i postdistrikt 8600 Silkeborg)
- 8615 - Virklund Postbutik (i postdistrikt 8600 Silkeborg)
- 8618 - Funder Afhentningssted (i postdistrikt 8600 Silkeborg)
- 8619 - Tidligere Lysbro (eller måske bare postkontoret samme sted). Postnummeret nedlagt[2].
- 8620 - Kjellerup
- 8621 - Thorning Afhentningssted (i postdistrikt 8620 Kjellerup)
- 8622 - Kjellerup Postbutik (i postdistrikt 8620 Kjellerup)
- 8631 - Tidligere Skægkær (eller måske bare postkontoret samme sted). Postnummeret nedlagt[2].
- 8632 - Lemming
- 8633 - Tidligere Hinge (eller måske bare postkontoret samme sted). Postnummeret nedlagt[2].
- 8634 - Tidligere Hindbjerg (eller måske bare postkontoret samme sted). Postnummeret nedlagt[2].
- 8635 - Tidligere Sjørslev (eller måske bare postkontoret samme sted). Postnummeret nedlagt[2].
- 8639 - Tidligere Øster Bording (eller måske bare postkontoret samme sted). Postnummeret nedlagt[2].
- 8641 - Sorring
- 8642 - Tidligere Grauballe (eller måske bare postkontoret samme sted). Postnummeret nedlagt[2].
- 8643 - Ans
- 8651 - Tidligere Virklund (eller måske bare postkontoret samme sted). Postnummeret nedlagt[2].
- 8652 - Tidligere Vrads (eller måske bare postkontoret samme sted). Postnummeret nedlagt[2].
- 8653 - Them
- 8654 - Bryrup
- 8660 - Skanderborg
- 8661 - Skanderborg Postbutikker (i postdistrikt 8660 Skanderborg)
- 8667 - Tebstrup Afhentningssted (i postdistrikt 8660 Skanderborg)
- 8670 - Låsby
- 8680 - Ry
- 8681 - Gammel Rye Afhentningssted (i postdistrikt 8680 Ry)
- 8682 - Ry Postbutik (i postdistrikt 8680 Ry)
- 8686 - FDFs landslejre, brugt i 2001, 2006, 2011, 2016 og 2022 (i postdistrikt 8680 Ry)
- 8691 - Tidligere Laven (eller måske bare postkontoret samme sted). Postnummeret nedlagt[2].
- 8692 - Tidligere Svejbæk (eller måske bare postkontoret samme sted). Postnummeret nedlagt[2].
- 8700 - Horsens
- 8701 - Tidligere posthuset Horsens 1. Postnummeret nedlagt[2].
- 8702 - Pakkeboksen på Chr. M. Østergaardsvej 1 i Horsens 55°52′6.28″N 9°53′8.28″Ø / 55.8684111°N 9.8856333°Ø. Tidligere posthuset Horsens 2[2].
- 8713 - Torsted Postbutik (i postdistrikt 8700 Horsens)
- 8715 - Sundparken Posthus (i postdistrikt 8700 Horsens)
- 8721 - Daugård
- 8722 - Hedensted
- 8723 - Løsning
- 8724 - Hatting Afhentningssted (i postdistrikt 8700 Horsens)
- 8726 - Glud Postbutik (i postdistrikt 7130 Juelsminde)
- 8727 - Lund Postbutik (i postdistrikt 8700 Horsens)
- 8728 - Nim Afhentningssted (i postdistrikt 8740 Brædstrup)
- 8729 - Sejet Postbutik (i postdistrikt 8700 Horsens)
- 8731 - Tvingstrup Postbutik (i postdistrikt 8700 Horsens)
- 8732 - Hovedgård
- 8733 - Løsning Postbutik (i postdistrikt 8723 Løsning). Tidligere Hylke (eller måske bare postkontoret samme sted)[2].
- 8735 - Søvind Postbutik (i postdistrikt 8700 Horsens)
- 8740 - Brædstrup
- 8741 - Brædstrup Postbutik (i postdistrikt 8740 Brædstrup)
- 8751 - Gedved. Tidligere Lundum (eller måske bare postkontoret samme sted)[2].
- 8752 - Østbirk
- 8753 - Tidligere Vestbirk (eller måske bare postkontoret samme sted). Postnummeret nedlagt[2].
- 8754 - Tidligere Vinding (eller måske bare postkontoret samme sted). Postnummeret nedlagt[2].
- 8758 - Tidligere Tønning (eller måske bare postkontoret samme sted). Postnummeret nedlagt[2].
- 8759 - Tidligere Slagballe (eller måske bare postkontoret samme sted). Postnummeret nedlagt[2].
- 8761 - Tidligere Lund (eller måske bare postkontoret samme sted). Postnummeret nedlagt[2].
- 8762 - Flemming
- 8763 - Rask Mølle
- 8764 - Åle Postbutik (i postdistrikt 7160 Tørring)
- 8765 - Klovborg
- 8766 - Nørre Snede
- 8767 - Nørre Snede Postbutik (i postdistrikt 8766 Nørre Snede)
- 8771 - Tidligere Hundslund (eller måske bare postkontoret samme sted). Postnummeret nedlagt[2].
- 8772 - Tidligere Ørting (eller måske bare postkontoret samme sted). Postnummeret nedlagt[2].
- 8773 - Gylling Afhentningssted (i postdistrikt 8300 Odder)
- 8774 - Tidligere Alrø (eller måske bare postkontoret samme sted). Postnummeret nedlagt[2].
- 8781 - Stenderup
- 8782 - Tidligere Bråskov (eller måske bare postkontoret samme sted). Postnummeret nedlagt[2].
- 8783 - Hornsyld
- 8784 - Tidligere Gramrode (eller måske bare postkontoret samme sted). Postnummeret nedlagt[2].
- 8785 - Tidligere Rårup (eller måske bare postkontoret samme sted). Postnummeret nedlagt[2].
- 8789 - Endelave Postbutik (i postdistrikt 8700 Horsens)
- 8791 - Tranebjerg Samsø Postbutik (i postdistrikt 8305 Samsø)
- 8792 - Tidligere Kolby Kås (eller måske bare postkontoret samme sted). Postnummeret nedlagt[2].
- 8793 - Tidligere Brundby (eller måske bare postkontoret samme sted). Postnummeret nedlagt[2].
- 8794 - Tidligere Ballen (eller måske bare postkontoret samme sted). Postnummeret nedlagt[2].
- 8795 - Nordby Samsø Postbutik (i postdistrikt 8305 Samsø)
- 8799 - Tunø Kattegat Postbutik (i postdistrikt 8300 Odder)
- 8800 - Viborg
- 8803 - Vestervang Postbutik (i postdistrikt 8800 Viborg)
- 8804 - Houlkær Postbutik (i postdistrikt 8800 Viborg)
- 8805 - Viborg Posthus (i postdistrikt 8800 Viborg)
- 8806 - Koldingvej Postbutik (i postdistrikt 8800 Viborg)
- 8813 - Mønsted Postbutik (i postdistrikt 8800 Viborg)
- 8814 - Rødding Afhentningssted (i postdistrikt 8830 Tjele)
- 8817 - Vejrumbro Postbutik (i postdistrikt 8830 Tjele)
- 8822 - Sjørup Afhentningssted (i postdistrikt 8800 Viborg)
- 8828 - Tidligere Rindsholm (eller måske bare postkontoret samme sted). Postnummeret nedlagt[2].
- 8829 - Tidligere Ravnstrup (eller måske bare postkontoret samme sted). Postnummeret nedlagt[2].
- 8830 - Tjele
- 8831 - Løgstrup
- 8832 - Skals
- 8833 - Tjele Postbutik (i postdistrikt 8830 Tjele). Tidligere Ørum Sønderlyng (eller måske bare postkontoret samme sted)[2].
- 8834 - Hammershøj Postbutik (i postdistrikt 8830 Tjele)
- 8835 - Skals Postbutik (i postdistrikt 8832 Skals)
- 8840 - Rødkærsbro
- 8850 - Bjerringbro
- 8851 - Bjerringbro Postbutikker (i postdistrikt 8850 Bjerringbro)
- 8860 - Ulstrup
- 8861 - Ulstrup Postbutik (i postdistrikt 8860 Ulstrup)
- 8870 - Langå
- 8871 - Langå Postbutik (i postdistrikt 8870 Langå)
- 8880 - Thorsø Postbutik (i postdistrikt 8881 Thorsø)
- 8881 - Thorsø
- 8882 - Fårvang
- 8883 - Gjern
- 8891 - Laurbjerg Afhentningssted (i postdistrikt 8870 Langå)
- 8892 - Tidligere Stevnstrup (eller måske bare postkontoret samme sted). Postnummeret nedlagt[2].
- 8981 - Tidligere Spentrup (eller måske bare postkontoret samme sted). Postnummeret nedlagt[2].
- 8982 - Tidligere Hald Stationsby (eller måske bare postkontoret samme sted). Postnummeret nedlagt[2].
- 8983 - Tidligere Gjerlev (eller måske bare postkontoret samme sted). Postnummeret nedlagt[2].
- 8984 - Tidligere Øster Tørslev (eller måske bare postkontoret samme sted). Postnummeret nedlagt[2].
- 8985 - Tidligere Dalbyover (eller måske bare postkontoret samme sted). Postnummeret nedlagt[2].
- 8986 - Tidligere Norup (eller måske bare postkontoret samme sted). Postnummeret nedlagt[2].
- 8999 - Tidligere Bjerregrav (eller måske bare postkontoret samme sted). Postnummeret nedlagt[2].
- 8900 - Randers C
- 8901 - Vorup Postbutikker (i postdistrikt 8940 Randers SV)
- 8902 - Tranekærcenteret Postbutikker (i postdistrikt 8920 Randers NV)
- 8915 - Hornbæk Afhentningssted (i postdistrikt 8920 Randers NV)
- 8916 - Dronningborg Afhentningssted (i postdistrikt 8930 Randers NØ)
- 8917 - Kristrup Afhentningssted (i postdistrikt 8960 Randers SØ)
- 8918 - Glentevej Postbutik (i postdistrikt 8930 Randers NØ)
- 8920 - Randers NV
- 8925 - Harridslev Postbutik (i postdistrikt 8930 Randers NØ)
- 8930 - Randers NØ
- 8940 - Randers SV
- 8950 - Ørsted
- 8951 - Ørsted Postbutik (i postdistrikt 8950 Ørsted)
- 8952 - Allingåbro Postbutik (i postdistrikt 8961 Allingåbro)
- 8960 - Randers SØ
- 8961 - Allingåbro
- 8962 - Tidligere Vivild (eller måske bare postkontoret samme sted). Postnummeret nedlagt[2].
- 8963 - Auning
- 8964 - Pindstrup Postbutik (i postdistrikt 8550 Ryomgård)
- 8965 - Assentoft Postbutik (i postdistrikt 8960 Randers SØ)
- 8970 - Havndal
- 8972 - Havndal Postbutik (i postdistrikt 8970 Havndal)
- 8980 - Spentrup Postbutik (i postdistrikt 8981 Spentrup)
- 8981 - Spentrup
- 8983 - Gjerlev Jylland
- 8984 - Øster Tørslev Postbutik (i postdistrikt 8983 Gjerlev J)
- 8990 - Fårup
- 8991 - Fårup Afhentningssted (i postdistrikt 8990 Fårup)
- 8999 - Bjerregrav Afhentningssted (i postdistrikt 8920 Randers NV)

### Nordjylland (9000-9999)
- 9000 - Aalborg
- 9001 - Tidligere posthuset Aalborg 1. Postnummeret nedlagt[2].
- 9002 - Vejgaard Postbutikker (i postdistrikt 9000 Aalborg)
- 9003 - Tidligere posthuset Aalborg 3. Postnummeret nedlagt[2].
- 9004 - Tidligere posthuset Aalborg 4. Postnummeret nedlagt[2].
- 9005 - Hasseris Postbutikker (i postdistrikt 9000 Aalborg)
- 9006 - Tidligere posthuset Aalborg 6. Postnummeret nedlagt[2].
- 9007 - Aalborg Sø Postbutikker (i postdistrikt 9210 Aalborg SØ)
- 9008 - Algade Posthus (i postdistrikt 9000 Aalborg)
- 9008 - Aalborg postomdeling
- 9011 - Fyensgade Afhentningssted (i postdistrikt 9000 Aalborg)
- 9016 - Pakkeboksen på Vejgaard Bymidte 10 i Aalborg 57°2′29.61″N 9°56′57.79″Ø / 57.0415583°N 9.9493861°Ø
- 9017 - Pakkeboksen på John F. Kennedys Plads 3 i Aalborg 57°2′34.69″N 9°55′2.69″Ø / 57.0429694°N 9.9174139°Ø
- 9018 - Pakkeboksen på Lindholmsti 2 i Aalborg 57°3′12.67″N 9°54′33.53″Ø / 57.0535194°N 9.9093139°Ø
- 9020 - Aalborg Nordjyllands Postcenter
- 9100 - Aalborg Postboks
- 9200 - Aalborg SV. Tidligere Skalborg (eller måske bare postkontoret samme sted)[2].
- 9202 - Skalborg Storcenter Posthus (i postdistrikt 9200 Aalborg SV)
- 9203 - Pakkeboksen på Hobrovej 450 i Aalborg 57°0′16.78″N 9°52′36.53″Ø / 57.0046611°N 9.8768139°Ø
- 9210 - Aalborg SØ
- 9220 - Aalborg Øst
- 9222 - Planetcentret Postbutikker (i postdistrikt 9220 Aalborg Øst)
- 9230 - Svenstrup Jylland
- 9231 - Frejlev Postbutik (i postdistrikt 9200 Aalborg SV)
- 9232 - Svenstrup J Postbutik (i postdistrikt 9230 Svenstrup J). Tidligere Godthåb Jylland (eller måske bare postkontoret samme sted)[2].
- 9233 - Dall Villaby Afhentningssted (i postdistrikt 9230 Svendstrup J)
- 9240 - Nibe
- 9241 - Nibe Postbutik (i postdistrikt 9240 Nibe)
- 9243 - Farstrup Postbutik (i postdistrikt 9240 Nibe)
- 9250 - Tidligere Gug (eller måske bare postkontoret samme sted). Postnummeret nedlagt[2].
- 9260 - Gistrup
- 9261 - Fjellerad Postbutik (i postdistrikt 9260 Gistrup)
- 9262 - Gistrup Postbutik (i postdistrikt 9260 Gistrup)
- 9270 - Klarup
- 9271 - Klarup Postbutik (i postdistrikt 9270 Klarup)
- 9280 - Storvorde
- 9281 - Storvorde Postbutik (i postdistrikt 9280 Storvorde)
- 9282 - Gudumholm Postbutik (i postdistrikt 9280 Storvorde)
- 9283 - Mou Postbutik (i postdistrikt 9280 Storvorde)
- 9284 - Tidligere Dokkedal (eller måske bare postkontoret samme sted). Postnummeret nedlagt[2].
- 9289 - Tidligere Sejlflod (eller måske bare postkontoret samme sted). Postnummeret nedlagt[2].
- 9291 - Tidligere Vårst (eller måske bare postkontoret samme sted). Postnummeret nedlagt[2].
- 9292 - Blenstrup Postbutik (i postdistrikt 9520 Skørping)
- 9293 - Kongerslev
- 9294 - Årestrup Afhentningssted (i postdistrikt 9520 Skørping)
- 9297 - Kongerslev Postbutik (i postdistrikt 9293 Kongerslev)
- 9300 - Sæby
- 9301 - Sæby Postbutikker (i postdistrikt 9300 Sæby)
- 9310 - Vodskov
- 9311 - Vodskov Postbutik (i postdistrikt 9310 Vodskov)
- 9312 - Langholt Postbutik (i postdistrikt 9310 Vodskov)
- 9320 - Hjallerup
- 9321 - Hjallerup Postbutik (i postdistrikt 9320 Hjallerup)
- 9330 - Dronninglund
- 9331 - Dronninglund Postbutik (i postdistrikt 9330 Dronninglund)
- 9338 - Tidligere Ørsø (eller måske bare postkontoret samme sted). Postnummeret nedlagt[2].
- 9339 - Agersted Postbutik (i postdistrikt 9330 Dronninglund)
- 9340 - Asaa
- 9351 - Flauenskjold Postbutik (i postdistrikt 9330 Dronninglund)
- 9352 - Dybvad
- 9353 - Præstbro Postbutik (i postdistrikt 9330 Dronninglund)
- 9356 - Hørby Postbutik (i postdistrikt 9300 Sæby)
- 9357 - Lyngså Postbutik (i postdistrikt 9300 Sæby)
- 9358 - Tidligere Voerså (eller måske bare postkontoret samme sted). Postnummeret nedlagt[2].
- 9359 - Klokkerholm Postbutik (i postdistrikt 9320 Hjallerup)
- 9361 - Vester-hassing Postbutik (i postdistrikt 9310 Vodskov)
- 9362 - Gandrup
- 9363 - Ulsted Postbutik (i postdistrikt 9370 Hals)
- 9364 - Hou Postbutik (i postdistrikt 9370 Hals)
- 9369 - Tidligere Rørholt (eller måske bare postkontoret samme sted). Postnummeret nedlagt[2].
- 9370 - Hals
- 9371 - Hals Postbutik (i postdistrikt 9370 Hals)
- 9380 - Vestbjerg
- 9381 - Sulsted
- 9382 - Tylstrup
- 9383 - Vestbjerg Postbutik (i postdistrikt 9380 Vestbjerg)
- 9400 - Nørresundby
- 9401 - Nr. Uttrup Torv Postbutik (i postdistrikt 9400 Nørresundby). Tidligere posthuset Nørresundby 1[2].
- 9402 - Nørresundby Postbutikker (i postdistrikt 9400 Nørresundby)
- 9429 - Vadum Postbutik (i postdistrikt 9430 Vadum)
- 9430 - Vadum
- 9431 - Nørre-halne Postbutik (i postdistrikt 9430 Vadum)
- 9440 - Aabybro
- 9441 - Aabybro Postbutik (i postdistrikt 9440 Aabybro)
- 9442 - Tidligere Biersted (eller måske bare postkontoret samme sted). Postnummeret nedlagt[2].
- 9443 - Tidligere Birkelse (eller måske bare postkontoret samme sted). Postnummeret nedlagt[2].
- 9444 - Tidligere Arentsminde (eller måske bare postkontoret samme sted). Postnummeret nedlagt[2].
- 9446 - Biersted Afhentningssted (i postdistrikt 9440 Aabybro)
- 9447 - Birkelse Postbutik (i postdistrikt 9440 Aabybro)
- 9450 - Tidligere Halvrimmen (eller måske bare postkontoret samme sted). Postnummeret nedlagt[2].
- 9460 - Brovst
- 9461 - Brovst Postbutik (i postdistrikt 9460 Brovst)
- 9468 - Skovsgård Postbutik (i postdistrikt 9460 Brovst)
- 9470 - Tidligere Skovsgård (eller måske bare postkontoret samme sted). Postnummeret nedlagt[2].
- 9475 - Vester-thorup Postbutik (i postdistrikt 9690 Fjerritslev)
- 9477 - Tidligere Klim (eller måske bare postkontoret samme sted). Postnummeret nedlagt[2].
- 9478 - Tidligere Thorup Stationsby eller Bonderup (eller måske bare postkontoret samme sted). Postnummeret nedlagt[2].
- 9479 - Tidligere Vust (eller måske bare postkontoret samme sted). Postnummeret nedlagt[2].
- 9480 - Løkken
- 9484 - Vrensted Postbutik (i postdistrikt 9480 Løkken)
- 9485 - Løkken Postbutik (i postdistrikt 9480 Løkken)
- 9490 - Pandrup
- 9491 - Pandrup Postbutik (i postdistrikt 9490 Pandrup)
- 9492 - Blokhus
- 9493 - Saltum
- 9499 - Kås Postbutik (i postdistrikt 9490 Pandrup)
- 9500 - Hobro
- 9501 - Hobro Postbutikker (i postdistrikt 9500 Hobro)
- 9502 - Pakkeboksen på H I Biesgade 4 i Hobro 56°38′22.29″N 9°47′48.05″Ø / 56.6395250°N 9.7966806°Ø
- 9509 - Arden Postbutik (i postdistrikt 9510 Arden)
- 9510 - Arden
- 9511 - Astrup Postbutik (i postdistrikt 9510 Arden)
- 9512 - Haverslev Postbutik (i postdistrikt 9610 Nørager)
- 9513 - Ravnkilde Postbutik (i postdistrikt 9610 Nørager)
- 9520 - Skørping
- 9521 - Skørping Postbutik (i postdistrikt 9520 Skørping)
- 9530 - Støvring
- 9531 - Øster-hornum Postbutik (i postdistrikt 9530 Støvring)
- 9532 - Støvring Postbutik (i postdistrikt 9530 Støvring)
- 9541 - Suldrup
- 9542 - Suldrup Postbutik (i postdistrikt 9541 Suldrup). Tidligere Sønderup (eller måske bare postkontoret samme sted)[2].
- 9543 - Tidligere Ellidshøj (eller måske bare postkontoret samme sted). Postnummeret nedlagt[2].
- 9550 - Mariager
- 9551 - Assens Postbutik (i postdistrikt 9550 Mariager)
- 9552 - Mariager Postbutik (i postdistrikt 9550 Mariager)
- 9560 - Hadsund
- 9561 - Hadsund Postbutik (i postdistrikt 9560 Hadsund)
- 9571 - Tidligere Visborg (eller måske bare postkontoret samme sted). Postnummeret nedlagt[2].
- 9572 - Tidligere Skelund (eller måske bare postkontoret samme sted). Postnummeret nedlagt[2].
- 9573 - Veddum Postbutik (i postdistrikt 9560 Hadsund)
- 9574 - Bælum
- 9575 - Terndrup
- 9577 - Terndrup Postbutik (i postdistrikt 9575 Terndrup)
- 9581 - Als Postbutik (i postdistrikt 9560 Hadsund)
- 9582 - Øster-Hurup Postbutik (i postdistrikt 9560 Hadsund)
- 9595 - Klejtrup Postbutik (i postdistrikt 9500 Hobro)
- 9597 - Store-rørbæk Postbutik (i postdistrikt 9500 Hobro)
- 9598 - Tidligere Sønder Onsild (eller måske bare postkontoret samme sted). Postnummeret nedlagt[2].
- 9599 - Tidligere Øster Doense (eller måske bare postkontoret samme sted). Postnummeret nedlagt[2].
- 9600 - Aars
- 9601 - Aars Postbutik (i postdistrikt 9600 Aars)
- 9609 - Hornum Postbutik (i postdistrikt 9600 Aars)
- 9610 - Nørager
- 9611 - Nørager Postbutik (i postdistrikt 9610 Nørager)
- 9620 - Aalestrup
- 9621 - Aalestrup Postbutik (i postdistrikt 9620 Aalestrup)
- 9622 - Simested Postbutik (i postdistrikt 9620 Ålestrup)
- 9631 - Gedsted
- 9632 - Møldrup
- 9633 - Ulbjerg Postbutik (i postdistrikt 8832 Skals)
- 9634 - Bjerregrav Postbutik (i postdistrikt 9632 Møldrup)
- 9640 - Farsø
- 9641 - Farsø Postbutik (i postdistrikt 9640 Farsø)
- 9651 - Tidligere Havbro. Postnummeret nedlagt[17][2].
- 9652 - Tidligere Fandrup (eller måske bare postkontoret samme sted). Postnummeret nedlagt[2].
- 9653 - Ullits Postbutik (i postdistrikt 9640 Farsø)
- 9654 - Hvalpsund Postbutik (i postdistrikt 9640 Farsø)
- 9655 - Strandby Afhentningssted (i postdistrikt 9640 Farsø)
- 9657 - Vester Hornum Postbutik (i postdistrikt 9640 Farsø)
- 9661 - Vegger Afhentningssted (i postdistrikt 9240 Nibe)
- 9662 - Tidligere Sebbersund (eller måske bare postkontoret samme sted). Postnummeret nedlagt[2].
- 9669 - Tidligere Blære (eller måske bare postkontoret samme sted). Postnummeret nedlagt[2].
- 9670 - Løgstør
- 9671 - Løgstør Postbutikker (i postdistrikt 9670 Løgstør)
- 9681 - Ranum
- 9682 - Overlade Postbutik (i postdistrikt 9670 Løgstør)
- 9683 - Aggersund Postbutik (i postdistrikt 9670 Løgstør)
- 9689 - Tidligere Vilsted (eller måske bare postkontoret samme sted). Postnummeret nedlagt[2].
- 9690 - Fjerritslev
- 9691 - Fjerritslev Postbutik (i postdistrikt 9690 Fjerritslev)
- 9700 - Brønderslev
- 9701 - Brønderslev Postbutikker (i postdistrikt 9700 Brønderslev)
- 9702 - Pakkeboksen på Banegårdspladsen 8 i Brønderslev 57°16′14.15″N 9°56′36.77″Ø / 57.2705972°N 9.9435472°Ø
- 9733 - Tidligere Manna (eller måske bare postkontoret samme sted). Postnummeret nedlagt[2].
- 9734 - Vester-hjermitslev Postbutik (i postdistrikt 9700 Brønderslev)
- 9737 - Hallund Postbutik (i postdistrikt 9700 Brønderslev)
- 9740 - Jerslev Jylland
- 9750 - Østervrå
- 9760 - Vrå
- 9762 - Vrå Postbutik (i postdistrikt 9760 Vrå)
- 9800 - Hjørring
- 9812 - Bispensgade Postbutik (i postdistrikt 9800 Hjørring)
- 9830 - Tårs
- 9832 - Tårs Postbutik (i postdistrikt 9830 Tårs)
- 9840 - Lønstrup Postbutik (i postdistrikt 9800 Hjørring)
- 9850 - Hirtshals
- 9851 - Hirtshals Postbutik (i postdistrikt 9850 Hirtshals)
- 9860 - Tornby Postbutik (i postdistrikt 9850 Hirtshals)
- 9869 - Tidligere Vidstrup (eller måske bare postkontoret samme sted). Postnummeret nedlagt[2].
- 9870 - Sindal
- 9871 - Sindal Postbutik (i postdistrikt 9870 Sindal)
- 9881 - Bindslev
- 9882 - Tversted Postbutik (i postdistrikt 9881 Bindslev)
- 9883 - Lendum Postbutik (i postdistrikt 9870 Sindal)
- 9884 - Bindslev Postbutik (i postdistrikt 9881 Bindslev)
- 9891 - Tidligere Tolne (eller måske bare postkontoret samme sted). Postnummeret nedlagt[2].
- 9892 - Tidligere Kvissel (eller måske bare postkontoret samme sted). Postnummeret nedlagt[2].
- 9896 - Gærum Postbutik (i postdistrikt 9900 Frederikshavn)
- 9898 - Elling Postbutik (i postdistrikt 9900 Frederikshavn)
- 9900 - Frederikshavn
- 9902 - Bangsbo Postbutik (i postdistrikt 9900 Frederikshavn)
- 9903 - Olfert Fischersvej Postbutik (i postdistrikt 9900 Frederikshavn)
- 9904 - Abildgårdsvej Postbutik (i postdistrikt 9900 Frederikshavn)
- 9940 - Læsø. Tidligere Byrum (eller måske bare postkontoret samme sted)[2].
- 9941 - Byrum Postbutik (i postdistrikt 9940 Læsø)
- 9942 - Tidligere Bangsbo (Læsø) (eller måske bare postkontoret samme sted). Postnummeret nedlagt[2].
- 9950 - Vesterø Havn Postbutik (i postdistrikt 9940 Læsø)
- 9960 - Østerby Havn Postbutik (i postdistrikt 9940 Læsø)
- 9970 - Strandby
- 9971 - Strandby Postbutik (i postdistrikt 9970 Strandby)
- 9981 - Jerup
- 9982 - Aalbæk
- 9983 - Ålbæk Postbutik (i postdistrikt 9982 Ålbæk). Tidligere Hulsig (eller måske bare postkontoret samme sted)[2].
- 9990 - Skagen
- 9991 - Skagen Postbutik (i postdistrikt 9990 Skagen)
- 9992 - Ufrankerede svarforsendelser: Jylland USF P
- 9993 - Ufrankerede svarforsendelser: Jylland USF B
- 9996 - Fakturaservice[15]
- 9997 - Fakturascanning[18]
- 9998 - Borgerservice[18]
- 9999 - Borgerservice. Postnummeret oprettet 1. august 2007[4]

## Eksterne kilder og henvisninger
1. 1 2 3 4 5 6 7 8 9 10 11 12 13 14 15 16  Post Danmark
2. 1 2 3 4 5 6 7 8 9 10 11 12 13 14 15 16 17 18 19 20 21 22 23 24 25 26 27 28 29 30 31 32 33 34 35 36 37 38 39 40 41 42 43 44 45 46 47 48 49 50 51 52 53 54 55 56 57 58 59 60 61 62 63 64 65 66 67 68 69 70 71 72 73 74 75 76 77 78 79 80 81 82 83 84 85 86 87 88 89 90 91 92 93 94 95 96 97 98 99 100 101 102 103 104 105 106 107 108 109 110 111 112 113 114 115 116 117 118 119 120 121 122 123 124 125 126 127 128 129 130 131 132 133 134 135 136 137 138 139 140 141 142 143 144 145 146 147 148 149 150 151 152 153 154 155 156 157 158 159 160 161 162 163 164 165 166 167 168 169 170 171 172 173 174 175 176 177 178 179 180 181 182 183 184 185 186 187 188 189 190 191 192 193 194 195 196 197 198 199 200 201 202 203 204 205 206 207 208 209 210 211 212 213 214 215 216 217 218 219 220 221 222 223 224 225 226 227 228 229 230 231 232 233 234 235 236 237 238 239 240 241 242 243 244 245 246 247 248 249 250 251 252 253 254 255 256 257 258 259 260 261 262 263 264 265 266 267 268 269 270 271 272 273 274 275 276 277 278 279 280 281 282 283 284 285 286 287 288 289 290 291 292 293 294 295 296 297 298 299 300 301 302 303 304 305 306 307 308 309 310 311 312 313 314 315 316 317 318 319 320 321 322 323 324 325 326 327 328 329 330 331 332 333 334 335 336 337 338 339 340 341 342 343 344 345 346 347 348 349 350 351 352 353 354 355 356 357 358 359 360 361 362  "Sorteringskoden" (PDF). Dansk Posthistorisk Selskab. Arkiveret fra originalen (PDF) 13. februar 2015. Hentet 2011-03-14.
3. ↑  Post Danmark Brevproduktion og Transport, ændringer 30. juli 2009
4. 1 2 3 4  Øvrige ændringer i 2007
5. 1 2 3 4  Ændringer i postnummersystemet gældende fra den 1. oktober 2007
6. 1 2 3 4 5  "Post Danmark, Produktion og Transport, november 2010" (PDF). Post Danmark. Hentet 2011-11-16.
7. ↑  Post Danmark, Produktion og Transport, maj 2011
8. ↑  Post Danmark Brevproduktion og Transport, ændringer oktober 2009
9. ↑  Post Danmark: Københavns Nordhavn får fra den 1. juni 2013 et nyt selvstændigt postnummer, nemlig 2150 Nordhavn
10. ↑  "Nekrolog over et postnummer" (JPG). Post Danmark. 1996-02-13. Hentet 2012-10-04.
11. 1 2  Agersø og Omø har fået egne postnumre - VD Online - Forside - Skælskør (Webside ikke længere tilgængelig)
12. ↑  "Orø får sit eget postnummer". Arkiveret fra originalen 31. august 2018. Hentet 31. august 2018.
13. ↑  "4945: Femø får sit helt eget postnummer i dag | TV ØST". Arkiveret fra originalen 1. maj 2017. Hentet 6. maj 2017.
14. ↑  Haugaard, Henning (december 2004). "Bedsted eller Bedsted Lø?" (PDF). Brudstykker af Bedsted sogns historie. 30: 1239. Hentet 2011-03-13.
15. 1 2 3  Post Danmark Brevproduktion og Transport, ændringer juli 2010
16. ↑  "Samsø's Posthistorie". Hentet 2011-03-13. Den 28. maj 1990 fik øen nyt postnummer: 8305, og ekspeditionen benævnes herefter igen Samsø.
17. ↑  "PostDanmark en dag skyld i indebrænding ?". Arkiveret fra originalen 8. maj 2005. Hentet 2011-03-13.
18. 1 2  Post Danmark Brevproduktion og Transport, ændringer marts 2009

- Officiel liste med alle hos Post Danmark.
- Gratis PHP-script til oversættelse mellem postnumre og bynavne: http://www.3kings.dk/code/postnumre.phps Arkiveret 10. marts 2007 hos  Wayback Machine
- Open Source project med MySQL data for alle danske regioner, kommuner og postnumre / byer kan findes på danish-regional-data.
- Denmark Postal Codes in JSON, XML adn CSV format